# Škoda Favorit
Škoda Favorit je osobní automobil nižší střední třídy, vyráběný v letech 1987 (prvních 200 kusů bylo vyrobeno již ke konci roku 1987) až 1994 automobilkou AZNP Mladá Boleslav, v roce 1990 automobilkou Škoda, automobilový koncern Mladá Boleslav, od roku 1991 Škoda, automobilová a.s. Automobil byl poprvé představen v roce 1987 na strojírenském veletrhu v Brně, během výroby prošel dvakrát modernizací. Byl k dispozici v několika stupních výbavy a také v několika limitovaných verzích.
Favorit jako pětimístný hatchback byl základním typem, od kterého bylo odvozeno několik komerčních karosářských variant: pětimístné kombi Škoda Forman, dvoumístný valníček (otevřený nebo s nástavbou) Škoda Pick-up, dvoumístné hatchbacky a kombi Škoda Favorit Praktik / Škoda Forman Praktik, a dvoumístné kombi s nástavbou Škoda Forman Plus. Na automobilce nezávislá společnost Metalex vyráběla odvozený kabriolet MTX Roadster a užitkový MTX Pick-up D. C. určený pro export. Na základě Favoritu se vyráběly také elektromobily Škoda Eltra 151. Několik dalších karosářských variant se do sériové výroby nedostalo.
Pro tuzemský automobilový průmysl znamenal Favorit velký krok vpřed. V zemích bývalého východního bloku se stal (po Ladě Samaře) teprve druhým zástupcem automobilů nižší střední třídy s koncepcí předního pohonu, který nebyl licencí zahraničního modelu, a který se svými jízdními i užitnými vlastnostmi mohl poměřovat se západoevropskými vozidly a stal se jedním z rozhodujících faktorů při privatizaci automobilky v roce 1991. Automobil byl úspěšný i v motoristickém sportu, zejména v rallye.

## Historie

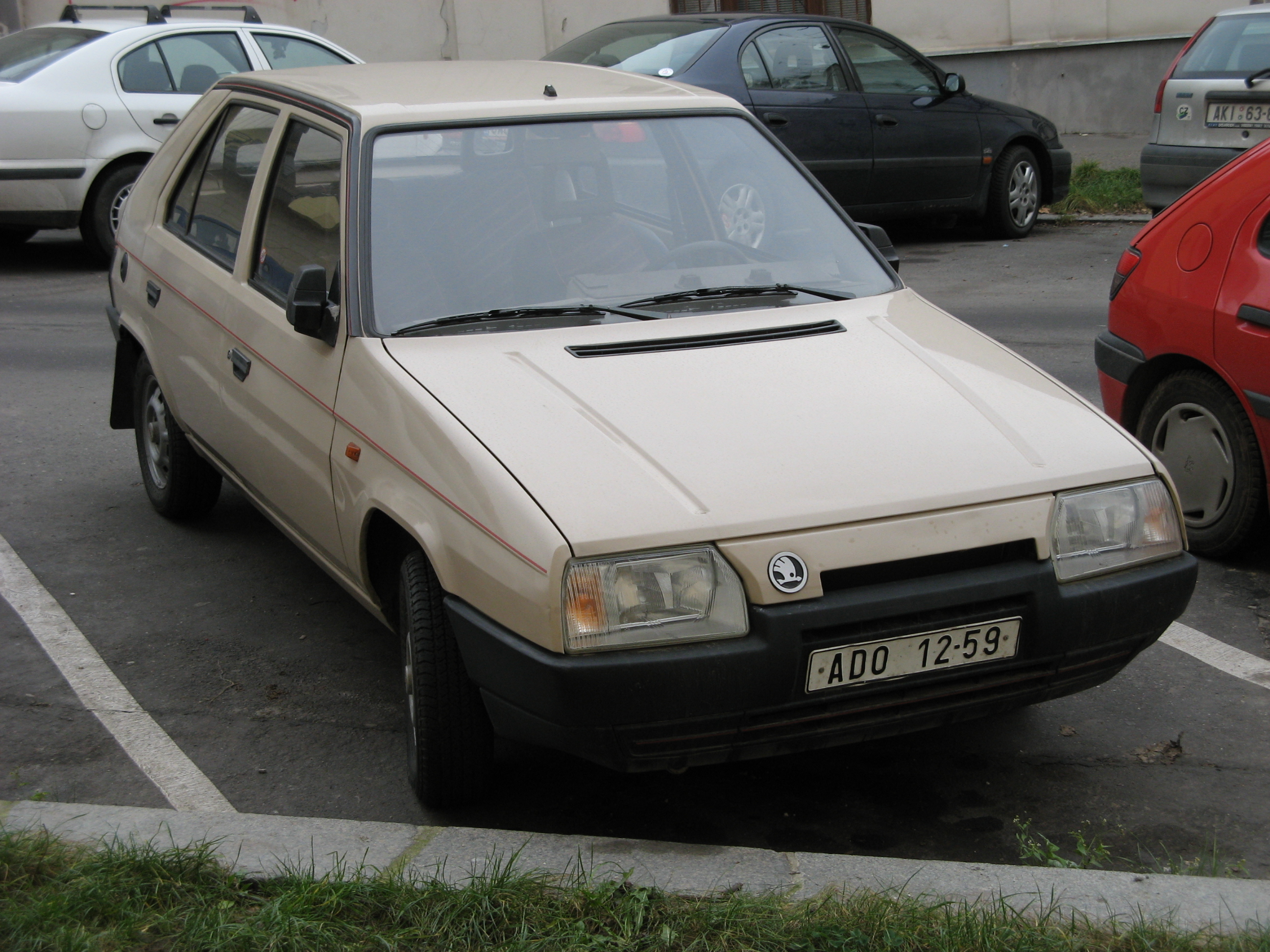
Škoda Favorit (1987–1991)

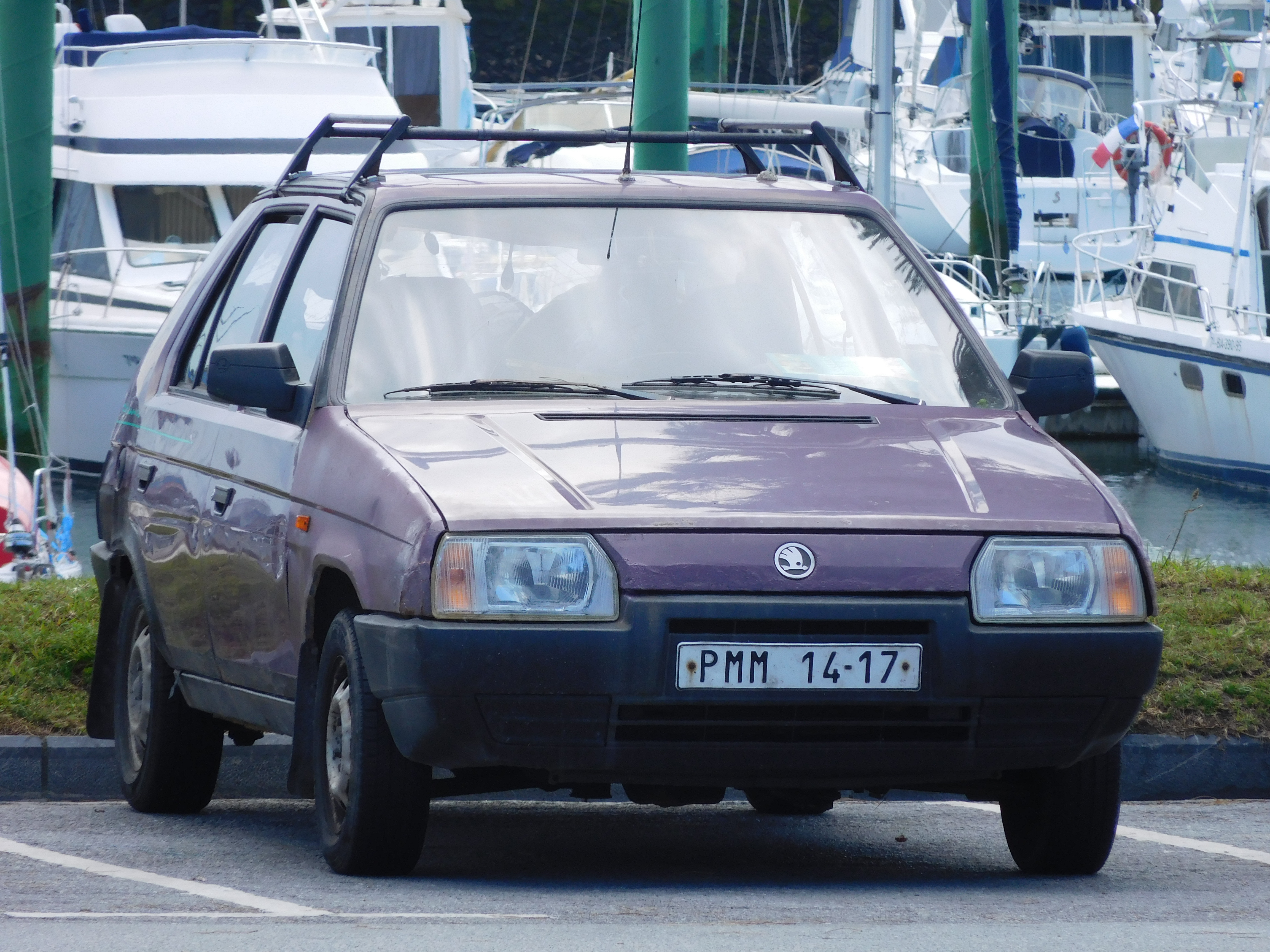
Škoda Favorit (1992)

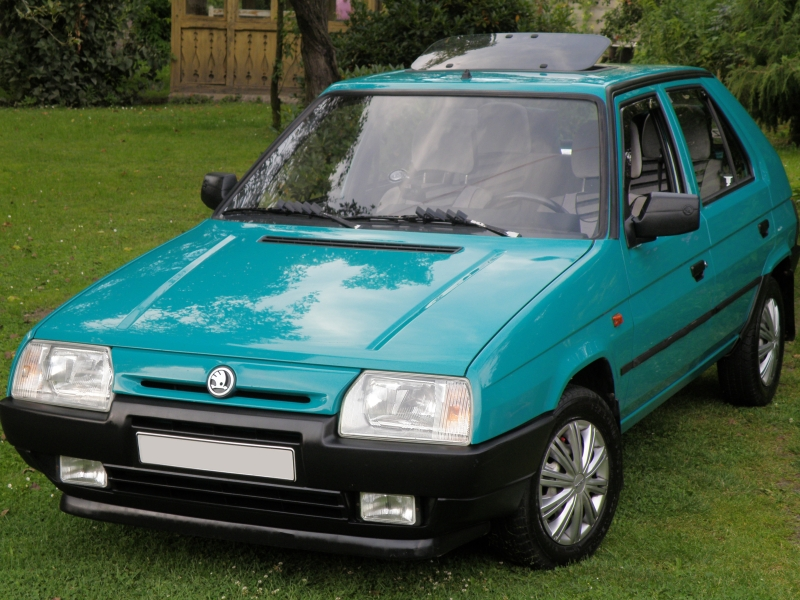
Škoda Favorit LX (1993–1994) v tyrkysové

Koncepce osobních automobilů se u hlavních evropských výrobců koncem 70. let orientovala na pohon přední nápravy a příčně uložený motor. Vozidla s takovou koncepcí dosahovala menších rozměrů, nižší hmotnosti a nižší spotřeby. Jednání AZNP ohledně společného vývoje takové koncepce v projektu Škoda 760 s ostatními výrobci v RVHP, zejména s východoněmeckými automobilkami Wartburg a Trabant, skončilo neúspěšně, a proto se AZNP rozhodly pro vlastní vývoj vozidla s předním pohonem.

### Vývoj

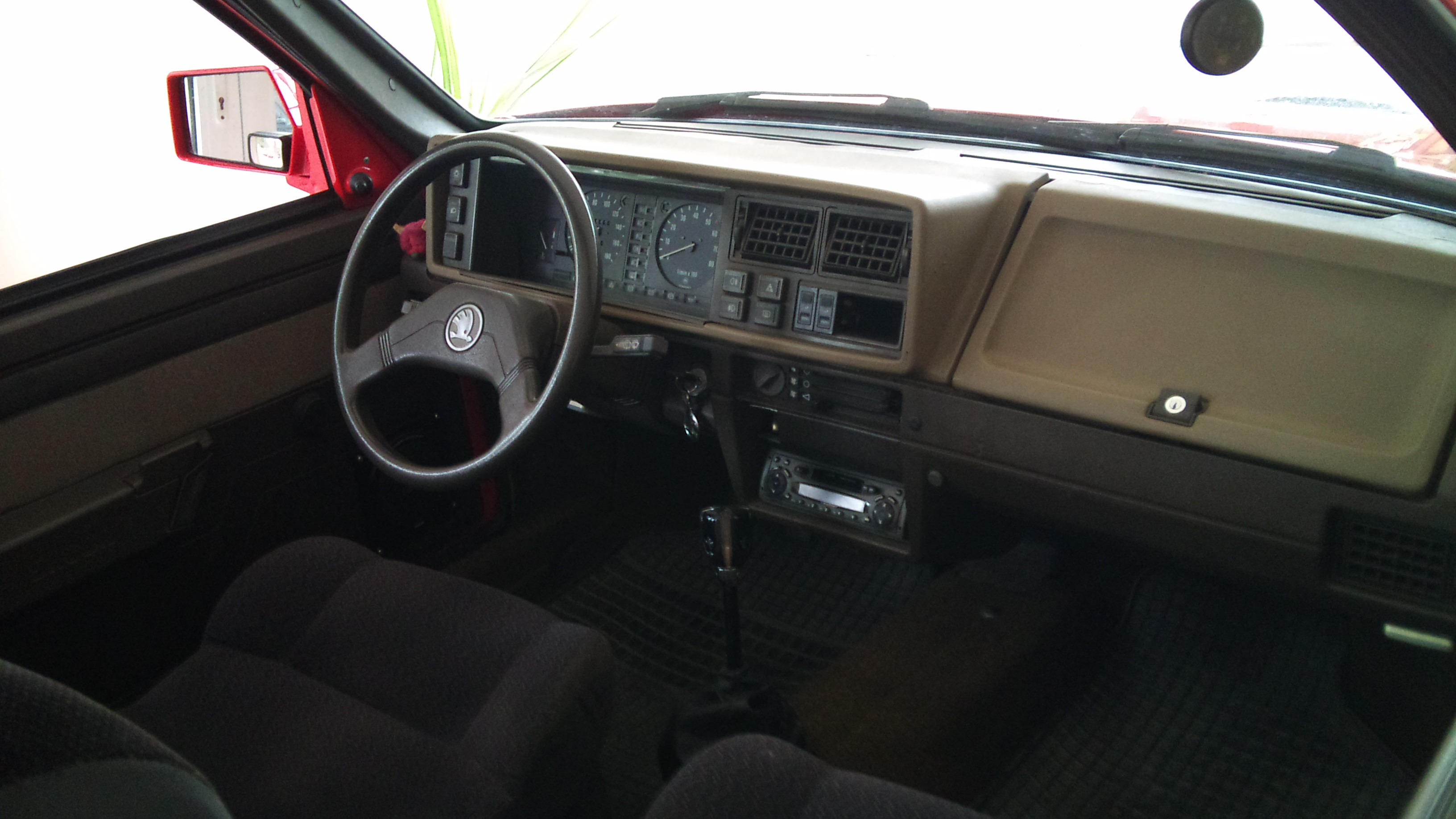
Interiér (1992)

V automobilce existoval projekt nového malého kompaktního vozu s předním pohonem – Škoda 780. Vůz sice trpěl řadou nedodělků, ale stal se dobrým základem pro nový automobil, pro odlišení označený Škoda 781. Původně Škoda vyvíjela vlastní designové návrhy, které vytvořil dipl. tech. Jaroslav Kindl. Do roku 1983 byly smontovány 4 prototypy. Vedoucím vývoje nového automobilu byl v březnu 1983 pověřen Ing. Petr Hrdlička. Hrdlička chápal projekt nového vozidla od začátku jako prestižní úkol, vyžadoval vysoké pracovní nasazení, při jednání s lidmi byl nekompromisní a někdy i bezohledný a despotický. Není divu, protože samotná vláda ČSSR po něm chtěla „maličkost“, aby za dva a půl roku kompletně vyvinul nový automobil a postavil na něj továrnu, přestože běžně tato operace obvykle trvá pět let.
Hrdličkovi bylo jasné, že technické řešení nového vozu lze sice zvládnout spojenými silami VVÚ AZNP a Ústavu pro výzkum motorových vozidel, ale pro prodejnost automobilu je rozhodující karoserie. V Československu by nikdo nedokázal během tak krátké doby navrhnout karoserii včetně všech pevnostních výpočtů, karosářských variant, výlisků, výztuh atd. tak, aby byly splněny nejrůznější požadavky potenciálních zahraničních trhů. Proto Hrdlička hned po svém jmenování v březnu 1983 odjel na autosalón do Ženevy navázat kontakty s designérskými firmami ohledně návrhu karoserie nového automobilu. Tradičně nejprve oslovili Ital Design, jenž se v historii podílel na designu škodovek. Plány automobilky počítaly s tím, že ucelenou řadu karoserií navrhne právě toto studio. Majitel Giorgetto Giugiaro se však k zástupcům AZNP od počátku choval chladně a povýšeně, neboť jeho předchozí projekty Škoda 720 a Škoda 760 nebyly nikdy realizovány, a že je vázán smlouvami s japonskými automobilkami. Pininfarina měl v Evropě výhradní smlouvu na automobily Peugeot, Chausson požadoval poměrně vysoký rozpočet a nakonec nejvýhodnější nabídku (28 milionů Kčs za kompletní návrh pěti karosářských variant – hatchback, sedan, kombi, kupé a užitkový vůz včetně výrobních výkresů) podala firma Stile Italia Nuccio Bertone, se kterými byla 1. června 1983 podepsána smlouva. Když Nuccio Bertone přicestoval tuto smlouvu podepsat, dovezl s sebou již i několik desítek hotových skic a začal se s vedením automobilky domlouvat na technických řešeních nového vozu. Tento fakt se občas mylně vykládá tak, že Bertone vytvořil celý automobil Škoda Favorit – není tomu tak, kompletní technické řešení je vlastním dílem vývoje AZNP, Bertone je autorem vnějšího designu karoserie a interiéru. V červnu 1983 byla do Itálie odeslána podlahová plošina určená pro stavbu sádrové makety.
V září 1983 odjeli pracovníci vývoje AZNP do Itálie, kde jim byl představen model základní verze pětidveřového dvouprostorového hatchbacku v měřítku 1:5, v prosinci byla do Mladé Boleslavi dodána maketa v měřítku 1:1 a karoserie prvního skutečného auta byla hotová na Silvestra 1984. Kromě hatchbacku Škoda 781 (pozdější obchodní název Favorit) se však pracovalo i na dalších variantách – čtyřdveřovém tříprostorovém sedanu Škoda 782 (uvažovaný název Felicia), třídveřovém čtyřmístném kupé Škoda 783 (uvažovaný název Favorit kupé), třídveřových skříňových vozidlech se zvýšenou střechou Škoda 784 (uvažovaný název Savana), pětidveřovém kombi Škoda 785 (později realizovaný Forman), uzavřené skříňové dodávce Škoda 786 (později z ní vyšel Pickup s nástavbou), dvoumístném užitkovém vozu s otevřenou ložnou plochou Škoda 787 (později sjednoceno s Pickupem) a nakonec nerealizované sanitce s prodlouženým rozvorem Škoda 788.
Problémem však byl ještě motor, který měl být podle původních představ automobilky i vlády převzatý ze Škody 120. Evropské hospodářské společenství ovšem přijalo v listopadu 1983 přísnější emisní normy – začínala éra bezolovnatého benzínu, katalyzátorů a elektronických karburátorů, ovšem starý motor nebyl vůči bezolovnatému palivu odolný a po 100 000 km běžně vyžadoval generální opravu. Konstruktéři na něm museli udělat značné úpravy pro zásadní zvýšení výkonu a životnosti (které se projevily přímo neskutečnou životností – jsou kusy s nájezdem 800 000 km) při výrazném snížení emisí i spotřeby – vše vlastními silami AZNP. Pomoc přinesla i firma Porsche, se kterou Škoda podepsala smlouvu na konstrukci odhlučnění a zavěšení motoru – ale například odhlučnění výfuku zvládli sami konstruktéři AZNP tak, že od konstruktérů Porsche sklidili chválu.
V prosinci 1984 nastal čas intenzivních zkoušek prvního prototypu, při kterých pomáhala i kopřivnická Tatra, která měla vlastní zkušební polygon. Od září 1986 jezdila auta životnostní zkoušku na 150 000 km. Výsledky byly souběžně porovnávány se zkušebními auty Fiat Uno a Volkswagen Golf. Škoda Favorit dopadla dobře, jak bylo odborným novinářům demonstrováno i na zkušebním vzorku BK-3 na podzim 1987.

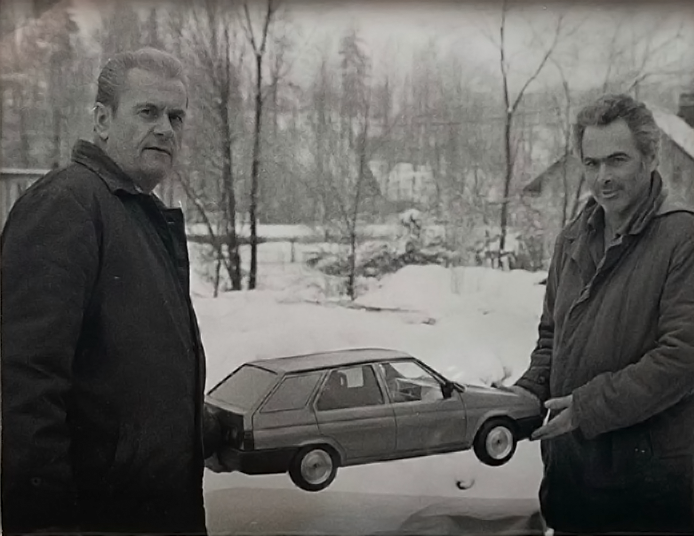
Automobilový návrhář Raimund Hrubý (vlevo) s maketou Škody Forman, Vrchlabí, 1988/89

Poprvé byla Škoda Favorit představena na veletrhu v Brně roku 1987, následujícího roku byla zahájena v pobočném závodě ve Vrchlabí sériová výroba Favoritů v základním provedení 136 L – teprve v průběhu roku 1988 byla dokončena i karosárna v hlavním závodě v Mladé Boleslavi. Vozy byly dodávány výhradně organizacím, aby se v jejich náročném provozu stihly doladit nalezené nedostatky, a až v půli roku 1988 se Favority začaly prodávat občanům. Díky předčasné premiéře v roce 1987 došlo k dramatickému poklesu zájmu o vozy řady Škoda 742 na zahraničních trzích.
Vývojem auta, který stál 2,5 miliardy korun, automobilka značně zchudla a navíc se po předčasném představení Favoritu snížil odbyt starých typů vozů s motorem vzadu (Škoda 742), přitom však bylo nutné dokončit vývoj a zahájit výrobu ostatních karosářských verzí (tj. obstarat nové technologie). Proto vláda hledala vhodného zahraničního partnera – nejvážnějšími zájemci byly koncerny Volkswagen a Renault, sám šéfkonstruktér Hrdlička dával přednost bavorskému BMW (pro které by byly škodovky zástupcem tehdy chybějící „jedničkové řady“), naopak zástupce zahraničního obchodu Ing. Barčák byl pro prodej Fordu. Vítězně z klání vyšel Volkswagen s příslibem masivních investic v řádu miliard československých korun – na oddlužení Škody, na stavební a energetické rekonstrukce, na obnovu a doplnění technologií a také na vývoj nových modelů.

### Výroba a modernizace
Okamžitě po začátku sériové výroby začali v továrně připravovat modernizaci, která měla být uvedena na trh v roce 1992. Vůz měl být zaoblenější, měl mít nižší přední světlomety a jiné skupinové zadní světlomety. V roce 1989 připravilo studio Bertone prototyp vozu s označením 791. Vůz neměl tolik zapuštěná boční okna a měl kliky umístěné výše. V témže roce vznikl i nákres prototypu sedan 792, jenž dostal jméno Felicia. Tento sedan měl být odeslán do studia Bertone k úpravám, avšak v roce 1990 byl kvůli finančním problémům automobilky celý projekt modernizace zastaven a spolupráce se studiem Bertone ukončena – vůz měl být dále vyvíjen pouze automobilkou Škoda a designovým oddělením Volkswagenu. Připravované nové vlastní motory Škoda s rozvodem OHC o objemech 1,3 a 1,6 litru se také nedostaly do sériové výroby. Modernizace modelu Favorit byly nakonec méně nápadné a výsledkem rozsáhlých úprav se stal až nový typ Felicia.
První úprava vzhledu Favoritu proběhla hned roku 1991 po převzetí automobilky koncernem Volkswagen. Šlo jen o kosmetickou úpravu: asymetricky umístěné logo na chladiči se přemístilo doprostřed (drobné vizuální sjednocení s koncernem) a otvor pro vstup vzduchu pod ním zmizel. Vzduch tak nasávaly jen otvory v nárazníku. Postupně docházelo ke zlepšování použitých materiálů, ale vizuálně zůstával automobil nezměněn.
Výrazný facelift přišel k 1. lednu 1993 a byl doprovázen televizní reklamou o 548 zlepšeních, ve které dealer umisťoval vlaječky na autě všude tam, kde se něco zlepšilo. Tuto reklamu později zparodovali autoři satirického pořadu Česká soda v klipu „Skoda Henlein“. Na krytu chladiče se objevila nová štěrbina pro vstup vzduchu („knírek“) pod logem Škoda a samotný chladič se o několik milimetrů zúžil. Původně hnědý interiér dostal černou barvu, změnil se tvar nárazníků, čímž se zlepšila aerodynamika, zvětšil se též rozchod kol a změnily se i disky kol. Díky novým dveřním výztuhám se zlepšila i bezpečnost vozu. Došlo též k zakulacení klik a víčka nádrže, změnila se elektroinstalace atd. Zezadu je možné modernizovaný model poznat například podle loga Škodovky na pátých dveřích, které zde původně nebylo.
Výroba Favoritu byla ukončena roku 1994, Forman a Pick-up se vyráběly o rok déle. Vyrobilo se celkem 783 167 Favoritů, 219 254 Formanů a 60 744 Pick-upů.

### Výbava
Výbava byla k dispozici ve dvou stupních. Nejnižší stupeň výbavy S (Standard) totiž nakonec nebyl realizován, pravděpodobně pro nízkou prodejnost na vyspělých trzích. Střední (nyní tedy základní) stupeň výbavy byl označován jako L (de Luxe) a vyšší jako LS (de Luxe Super). Po modernizaci všech modelů v roce 1993 bylo značení výbavy změněno na LX, respektive GLX v souladu se zvyklostmi koncernu VW.

#### Výbava L (LX)
V základním stupni výbavy byla k dispozici pětistupňová převodovka, zadní lapače nečistot, zvnitřku nastavitelná sklopná zpětná zrcátka, přístrojový panel s analogovými hodinami, nastavování sklonu světel z místa řidiče – tzv. hydrokorektor, dvourychlostní stěrače předního skla s jednoduchým cyklovačem, vyhřívané zadní sklo, samonavíjecí pásy na krajních sedadlech, čtyři průhledové opěrky hlavy, nedělená zadní sklopná opěradla a sedadla, přední sedadla s lůžkovou úpravou, pevné textilní koberečky a vyjímatelné gumové koberce, přívod teplého vzduchu pro zadní sedadla, dětskou pojistku na zadních dveřích, tři stropní madla, popelník v zadních dveřích atd. Po roce 1993 do výbavy LX přibyl spoiler předního nárazníku a plastový kryt zadních lemů blatníků.

#### Výbava LS (GLX)
Vyšší výbava měla (navíc nebo na rozdíl od základu) např. přístrojový panel s otáčkoměrem namísto hodin, paměťový cyklovač předních stěračů, přední mlhové světlomety, stěrač a ostřikovač zadního skla, spínač kontrolky ruční brzdy, sedadla s anatomickými vložkami potažená kvalitnějším polyesterovým plyšem, sklopná zadní sedadla a opěradla dělená 2:1 a čalouněný vnitřek zavazadlového prostoru. Od roku 1993 měla také černé polepy B-sloupků. Projektovaná poloautomatická skládací vzpěra přední kapoty (namísto ocelového prutu) nebyla sériově realizována.

#### Příplatková výbava
Kromě této standardní výbavy byla k dispozici řada prvků doplňkové výbavy, která byla posléze často v nabídce akčních verzí: tónovaná okna, digitální stropní hodiny, akumulátor s vyšší kapacitou, horní a spodní spoiler pátých dveří, černý dekorační polep kolem okna pátých dveří, přední lapače nečistot, ostřikovače předních světlometů, osvětlení zavazadlového prostoru, hliníkové lité disky, boční ochranné lišty, výškové nastavení předních bezpečnostních pásů, centrální zamykání, otevírání kufru z místa řidiče, střešní okno, autorádio apod.

### Akční modely
Aby Škoda podpořila prodej svých automobilů, byla zavedena výroba limitovaných edicí Favoritů a Formanů, které obsahovaly balíček speciální výbavy – například litá kola, konzolu středového tunelu v interiéru, střešní okno, metalický lak, ostřikovače světlometů, jiné potahy sedadel, stropní digitální hodiny, vnější spoilery, tónovaná skla, kouřové dvoubarevné zadní svítilny apod. Všechnu výbavu šlo samozřejmě na přání dát i do řadových výrobků, ale „balíčková“ verze ve finále vyšla cenově výhodněji. Tyto akční modely pak zpravidla šlo snadno odlišit díky jiným barvám karoserie, které v běžném vzorníku nebyly a také díky nápisům na C-sloupku. Zpočátku byly vyhrazeny jednotlivé výbavy buď pro typ Favorit, nebo pro kombi Forman. Od edice Prima byly dostupné pro obě karosářské varianty.
První akční verze přišly v roce 1992 – Favorit Komfort, Favorit/Forman Prima a Favorit Sport Line. U příbuzných kombi pak ještě byla verze Forman Marathon a Forman Excellent.
V roce 1993 byly nabízeny shodné akční verze pro Favorit i Forman: Silver Line (stříbrná metalíza), Black Line (sytě černý lak), Green line (zelený lak), Forman Million-edition, X-line, Favorit Bike-line, Solitaire, Comfort line a v samém závěru výroby Special line. Nejvybavenější a také nejdražší verze byl Solitaire.

#### Komfort

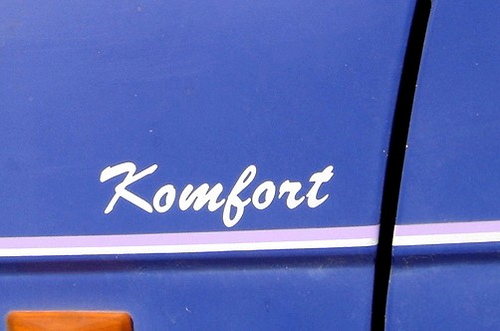
logo edice Komfort

První akční výbava která se dávala do vozidel Škoda Favorit. Bylo vyrobeno 3854 kusů. Vozy Favorit Komfort měly litá kola, tónovaná okna, střešní okno, centrální zamykání, tvarovaná sedadla s unikátním vzorem potahu, digitální hodiny ve stropním panelu, středovou konzoli, autorádio, látkové výplně dveří a boční ochranné lišty. Vůz bylo možné zakoupit v tmavě modré nebo zelené barvě.

#### Marathon
Výbava Marathon z roku 1992 byla k dispozici pouze na vozech Škoda Forman. Název pramenil ze spolupráce Škody Auto a Českého olympijského výboru před letní olympiádou v Barceloně a sponzorství Českého olympijského týmu. Opět byl označen ozdobným nápisem pod zadním bočním oknem. Obsahovala podobné prvky jako výbava Komfort na Favoritech. Vůz měl hliníková kola, ostřikovače předních světlometů, boční ochranné lišty, střešní okno, střešní nosiče, spoiler na pátých dveřích, centrální zamykání, autorádio Blaupunkt, digitální hodiny ve stropním panelu a zpožďovač vnitřního osvětlení. K dispozici byl pouze v modré barvě nazvané Irisová modř. Sedadla byla potažena látkou Frank Flipper a na výplních dveří byla použita látka Frank. Jeho tehdejší cena byla 225 000 Kčs. Celkem bylo vyrobeno 5 000 kusů tohoto modelu v závodě ve Vrchlabí.

#### Sport Line
Favorit Sport Line vycházel z typu 135 LS. V roce 1992 stál 189 000 Kčs, výchozí Favorit 135 LS stál jen 156 300 Kčs. Vyrobeno bylo 3001 kusů. Navzdory názvu nedisponoval žádnou technickou úpravou hnacího řetězce ani podvozku pro dosažení „sportovního“ naladění, jízdními vlastnostmi byl tedy shodný s ostatními verzemi. Měl speciální nový typ paprskových litých kol. Sportovněji tvarované sedačky byly potaženy károvanou látkou, která byla použita i na výplních dveří. Automobil byl lakován odstínem červená Rally. Vůz měl tónovaná okna a střešní okno. Stejně jako u předchozích verzí měl středovou konzoli. Ve výbavě bylo centrální zamykání, autorádio Blaupunkt Boston, otáčkoměr, digitální stropní hodiny a ostřikovače předních světlometů. Vůz měl zadní spoiler na hraně pátých dveří, černý polep B sloupků a černou ozdobnou koncovku výfuku. Mlhovky byly opatřeny ochrannou mřížkou.

#### Excellent
Výbava Excellent byla opět k dispozici pouze na vozech Škoda Forman. V roce 1992 bylo vyrobeno 2004 těchto vozů. Ty měly olivově zelený lak, na bocích ozdobný nápis a stejný typ disků jako edice Sport Line. Na rozdíl od něj ale byly části disků lakovány matnou černou barvou. Standardně byl dodáván výkonnější akumulátor s kapacitou 55 Ah. Vůz měl lépe tvarovaná sedadla, látkové výplně dveří, středovou konzoli, uzamykatelný kastlík, digitální stropní hodiny, autorádio Blaupunkt Boston, tónovaná okna, střešní okno Thorax F, spoiler na pátých dveřích, boční ochranné lišty, centrální zamykání, alarm a ostřikovače světlometů.

#### Prima
Výbava Prima byla k dostání jak na vozech Favorit, tak na vozech Forman. Vycházela z typu 135 L. Měla charakteristický fialový lak. V interiéru vozu byla sedadla čalouněna novým vzorkem látky, který byl použit i na výplních dveří. Vůz měl okrasné kryty kol. Zadní sedadla byla dělená a na podlaze byly gumové koberce. Vozy edice Prima se lišily lehce upraveným motorem, který mohl spalovat i benzín Special s oktanovým číslem 91.

#### Silver Line
Silver Line byl první akční edicí po druhém faceliftu v roce 1993. Bylo vyrobeno asi 11 000 favoritů a 9000 formanů. Vozy byly lakované stříbrnou metalickou barvou Safír a měly nový typ litých kol Ronal Centra. Přední mlhové světlomety měly přes sebe ochrannou mřížku. Dalšími prvky výbavy vozu byly digitální stropní hodiny, ostřikovače světel, centrální zamykání, výškově nastavitelné přední bezpečnostní pásy, zapalovač, akustická signalizace zapnutých světel při vypnutém motoru a otevřených dveřích, tónovaná okna, kouřová zadní světla, boční ochranné lišty, autorádio Blaupunkt Boston, středová konzole, kožená hlavice řadicí páky s koženou manžetou, zamykání odkládací schránky u spolujezdce, stříška na pátých dveřích (u verze Favorit), černě čalouněný strop a černá ozdobná koncovka výfuku. Sedadla byla čalouněna látkou se vzorem Flores First. Kolem okna na pátých dveřích byl černý dekorační polep stejně jako na B-sloupcích. Výroba této akční série byla v roce 1994 ještě prodloužena a výbava doplněna o střešní ližiny, otevírání kufru z místa řidiče, kožený volant a začal být montován jiný typ střešního okna.

#### Black Line

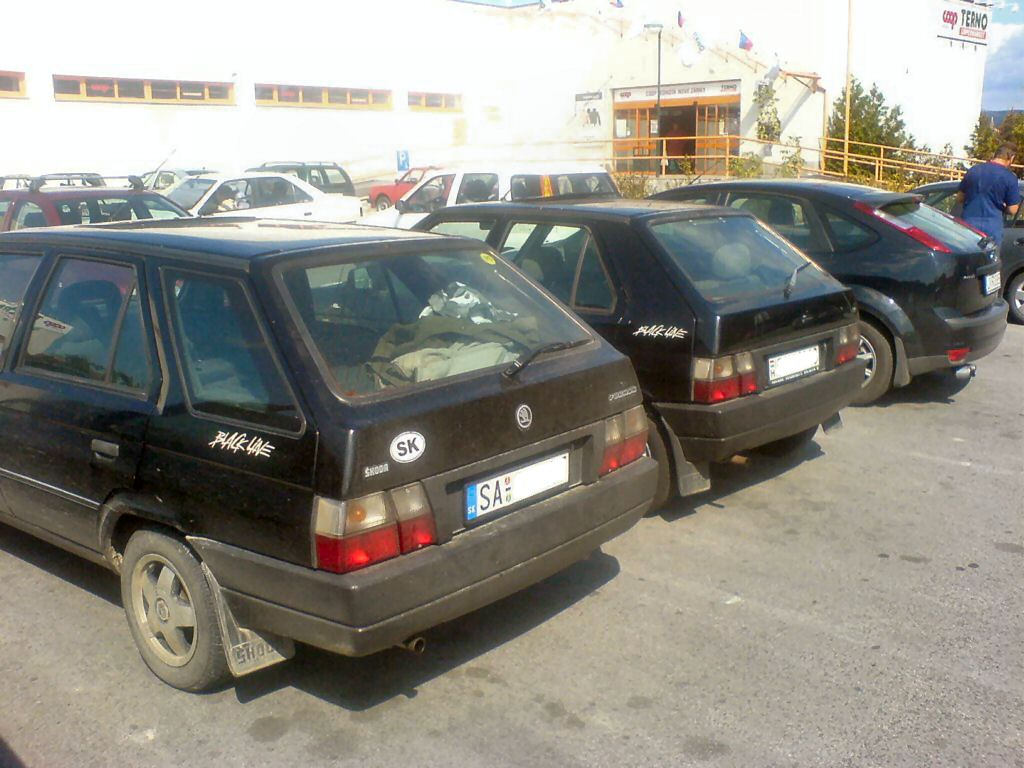
Obě karosářské verze ve výbavě Black Line

Edice Black Line byla poprvé představena na pražském autosalonu 1993. Vozy Black Line byly lakovány odstínem černá magická ebenová barva, vzadu na bocích byl ozdobný nápis Black Line. Výbava byla hodně podobná jako verze Silver Line, ale byly tu drobné rozdíly. Také měl litá kola Ronal Centra, které měly boky paprsků lakovány černě. Vozy měly střešní okno, centrální zamykání, kouřové zadní svítilny, černou ozdobnou koncovku výfuku, ostřikovače světlometů, uzamykatelný kastlík, středový odkládací panel, digitální stropní hodiny, akustickou signalizaci rozsvícených světel při vypnutém motoru a otevřených dveřích, otáčkoměr, zapalovač, tónovaná okna včetně předního, které mělo stínicí pruh pod horním okrajem. U typu Favorit byl montován spoiler pátých dveří nad zadním oknem. Black Line měl volant obšitý kůží, koženou řadicí páku s manžetou a kožené madlo ruční brzdy. Dále autorádio Blaupunkt Paris se čtyřmi (u Formanu s šesti) reproduktory. Sedadla z verze GLX byla potažena speciální látkou. Přední bezpečnostní pásy byly výškově stavitelné. Mlhovky ale neměl chráněné mřížkou. Vozy byly dodávány jak s karburátorovými motory, tak s motory s jednobodovým vstřikováním. Bylo vyrobeno 4800 favoritů a 1700 formanů, jejichž cena se pohybovala od 210 000 do 269 000 Kč.

#### Green Line
Vozy Green line byly vyráběné pouze s motorem 135B, tedy s jednobodovým vstřikováním a řízeným katalyzátorem, tedy šetrnějším k životnímu prostředí. Byly lakovány jasně zelenou barvou. Ve výbavě bylo autorádio, ostřikovače předních světel, otáčkoměr a velkoplošné okrasné kryty kol.

#### Solitaire

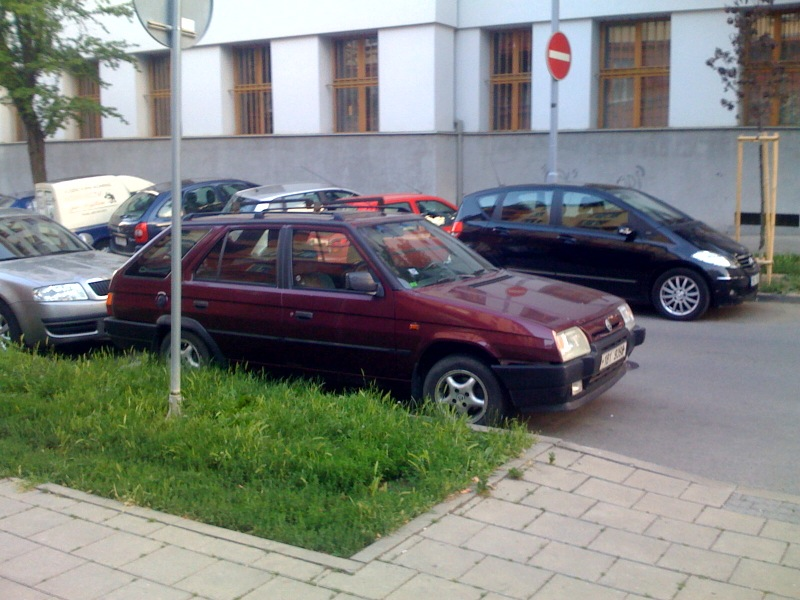
Škoda Forman Solitaire

Vozy Solitaire byly pravděpodobně nejlépe vybavenou akční edicí a nejlépe vybaveným vozy typové řady Favorit vůbec. Vycházely z výbavy GLX. Byly lakovány speciální tmavou červenofialovou metalízou, kterou nebylo možné si připlatit k žádnému jinému vozu. Ozdobný nápis Solitaire nebyl umístěn na bocích, ale byl na pátých dveřích nad nápisem Forman. V nabídce byl pouze s motorem o výkonu 50 kW a navíc měl i výkonnější akumulátor 55 Ah. Vůz měl speciální litá kola s uzamykatelnými šrouby, tónovaná okna (včetně tónovaného pruhu na čelním okně), střešní okno, mlhovky, ostřikovače světlometů, střešní nosiče, stříšku na pátých dveřích, centrální zamykání, alarm, výškové nastavování bezpečnostních pásů, tmavou ozdobnou koncovku výfuku, kouřové zadní světlomety, autorádio Blaupunkt Montreux se šesti reproduktory, velurové potahy, čalounění dveří ladící s potahy sedadel z černé látky s tmavě červeným nádechem, otevírání kufru od místa řidiče, středovou konzoli, kožený volant, koženou hlavici řadicí páky s manžetou a kožené madlo ruční brzdy. Celkem bylo vyrobeno 2800 vozů, jejichž cena byla 299 556 Kč.

#### Million Edition

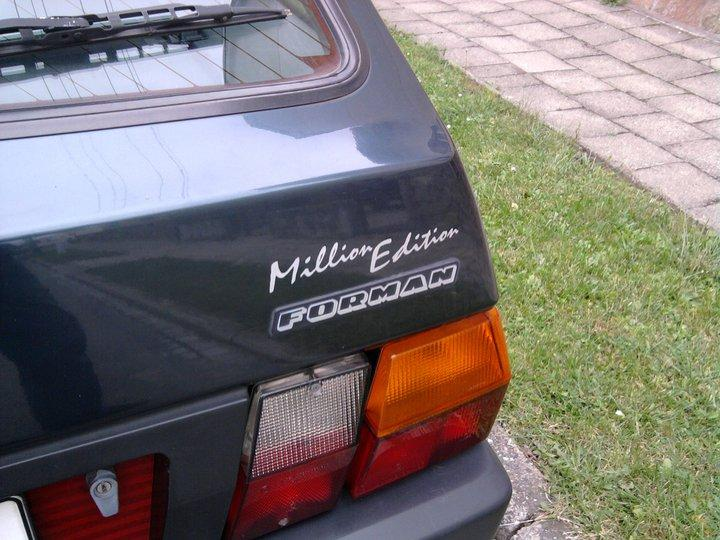
logo edice Million Edition

Tato výbava byla pouze ve vozech Forman v roce 1994. Edice byla uvedena na oslavu výroby jednoho milionu vozů typové řady Favorit. Všechny vozy byly lakovány tmavošedou metalízou. Ve výbavě byla tónovaná okna, centrální zamykání, odhlučnění motorového prostoru, středová konzole, otevírání kufru z místa řidiče, uzamykatelná palubní skříňka, digitální stropní hodiny, ostřikovače předních světlometů, kouřová zadní světla, reflexní panel Hella pod zadní SPZ a stříška pátých dveří. Bylo vyrobeno 1000 vozů, tedy 1 ‰ z milionu, a každý zákazník dostal plaketu s pořadovým číslem svého vozu.

#### Bike Line
Tato edice byla pouze ve vozech Škoda Favorit. K vozu bylo horské kolo Favorit. Ve výbavě byl střešní nosič na přepravu kol, boční ochranné lišty a černá fólie na B-sloupcích. Automobil měl ozdobný nápis na C-sloupku.

#### Comfort Line
Tato akční výbava na vozech Favorit/Forman obsahovala tónovaná okna, velkoplošné okrasné kryty kol, kouřové zadní světlomety, centrální zamykání, ochranné lišty, středovou konzoli, otevírání kufru od místa řidiče, digitální stropní hodiny a zapalovač. Na výběr bylo 7 barev laku, konkrétně labutí bílá, karibská zelená, červená Rally, modrá Temptation a metalické laky Safír, mořská zelená a Star blue. Na pátých dveřích byl ozdobný nápis.

#### Special Line
Special Line byl jednou z posledních akčních verzí této modelové řady. Výbava byla prostší a obsahovala boční ochranné lišty (pouze u verze Forman), středový odkládací panel, zapalovač, otáčkoměr, digitální stropní hodiny, otevírání kufru z místa řidiče, vnitřní osvětlení zavazadlového prostoru a specifické vnitřní čalounění. K dispozici byly pouze v odstínech bílá Labutí, červená Rally, modrá Temptation a zelená Karibská. Na pátých dveřích byl ozdobný nápis Special Line.

#### X Line
Vozy edice X Line byly vyráběny v roce 1994. Vycházely z výbavy LX a byly v bílé barvě. Odlišným prvkem byla vnější zpětná zrcátka, která byla kulatá a tvarem podobná zrcátkům z Felicie, ale měla jiný úchyt na dveře, takže nešlo dávat zrcátka z Felicie na Favorit nebo opačně bez dílčích úprav. Vozy měly ozdobné nápisy na bocích.

#### Decatop
Škoda Favorit Decatop byl vůz z akční edice upravené v Nizozemsku firmou De Binckhorst. Automobil měl plátěnou stahovací střechu, která zasahovala až po zadní okno. Místo zadních dveří bylo jen malé výklopné víko. Boční stěny karoserie a boční dveře zůstaly nezměněné. Automobil byl vybaven řadou aerodynamických spoilerů. Ve výbavě byla litá kola, středový odkládací panel a autorádio Grundig.

#### TOP X
Tato akční verze byla upravována v Německu. Vozy měly sportovnější vzhled, lakované nárazníky a bodové světlomety. V interiéru byl volant s dřevěným dekorem.

## Technické parametry

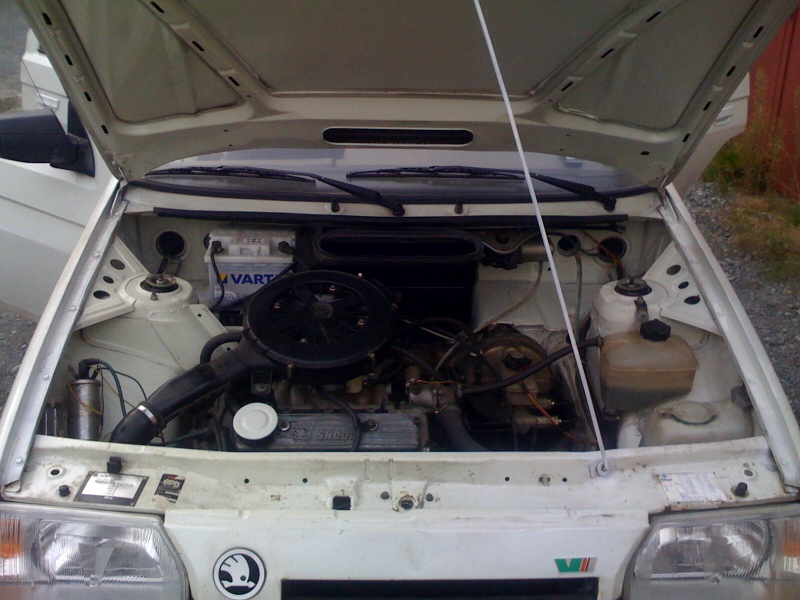
Motorový prostor vozu Škoda Favorit 135L

### Motory
Pro favorita byly zkonstruovány celkem tři typy zážehových motorů s dvoustupňovým karburátorem Jikov 28-30 LEKR (což byl licenční Pierburg 2E-3) a s bezdotykovým elektronickým zapalováním:
- Š 781. 136: základní motor 1 289 cm3 (vrtání 75,5 × zdvih 72 mm) měl výkon 46 kW a točivý moment 100 Nm díky vyššímu kompresnímu poměru 9,7:1. Vyžadoval benzín BA 96 (tehdy zvaný Super, v bezolovnaté verzi Natural).

- Š 781. 135: slabší motor 1 289 cm3 (vrtání 75,5 × zdvih 72 mm) měl výkon 43 kW a točivý moment 94 Nm, pro jeho nižší kompresní poměr 8,8:1 postačoval benzín BA 90 (v olovnaté (do roku 2000) i bezolovnaté verzi Special 90, posléze 91).

- Š 781. 115: nejslabší derivace 1 137 cm3 (vrtání 75,5 × zdvih 63,5 mm) měl výkon 38 kW a točivý moment 80 Nm, rovněž si vystačil s palivem BA 90, 91. Vozy s tímto motorem však byly nakonec smontovány jen čtyři.

V letech 1991 až 1992 přibyla nepříliš vydařená motorizace zvaná 135 Ecotronic a označovaná jako Favorit 135 Le, LSe (dle výbavy). Tato verze měla elektronický řízený karburátor s lambda sondou a katalyzátorem. Výkon motoru klesl ze 43 na 40 kW a točivý moment klesl z 97 na 90 Nm. Výhodou byla nižší spotřeba a schopnost automobilu splňovat exhalační normu Euro 1. Verze tohoto motoru byla výlučně na export, faceliftem v roce 1993 zanikla.
Od roku 1992 bylo pokusně na některé vozy montováno vstřikovací zařízení Bosch MonoMotronic, díky kterému se změnily výkonové parametry motorů – motor 135 měl výkon 40 kW, motor 136 výkon 50 kW, přičemž u obou se zlepšil průběh křivky výkonu, točivého momentu i spotřeby paliva. Od roku 1993 již bylo vstřikování standardem a karburátory se montovaly jen pro některé zahraniční trhy.
Společnost Autospektrum 2000 s. r. o. Mariánské Lázně prováděla úpravy motoru, které se týkaly mírného zvýšení výkonu. Tato úprava se nazývala Sprint 75. Motor měl kompresní poměr 9,7:1, upravenou hlavu válců, upravené sací potrubí a ostřejší vačkový hřídel. Výkon stoupl na 56 kW při 5 750 ot./min., maximální rychlost vozu vzrostla na 160 km/h, zrychlení z 0 na 100 km/h se zlepšilo na 13 sekund, vozu a jízdním vlastnostem také prospěla širší kola o rozměru 175/70 R13.

### Rozměry
| Model                  | Favorit  | Forman   | Pick-up  |
| ---------------------- | -------- | -------- | -------- |
| Délka                  | 3 815 mm | 4 160 mm | 4 065 mm |
| Šířka                  | 1 620 mm | 1 620 mm | 1 620 mm |
| Výška                  | 1 415 mm | 1 425 mm | 1 430 mm |
| Rozvor                 | 2 450 mm | 2 450 mm | 2 450 mm |
| Rozchod přední nápravy | 1 420 mm | 1 420 mm | 1 420 mm |
| Rozchod zadní nápravy  | 1 380 mm | 1 380 mm | 1 380 mm |

### Hmotnosti
| Model                             | Favorit    | Forman     | Pick-up  |
| --------------------------------- | ---------- | ---------- | -------- |
| Celková hmotnost                  | 1 325 kg   | 1 370 kg   | 1 360 kg |
| Hmotnost prázdného vozidla        | 875–895 kg | 920–930 kg | 860 kg   |
| Maximální zatížení přední nápravy | 690 kg     | 690 kg     | 690 kg   |
| Maximální zatížení zadní nápravy  | 700 kg     | 760 kg     | 800 kg   |

### Historie motorů
| Motor       | Objem    | Výkon           | Max. rychlost | 0–100 km/h | Točivý moment            | Kompresní poměr | Norma  | Poznámka |
| ----------- | -------- | --------------- | ------------- | ---------- | ------------------------ | --------------- | ------ | --- |
| Š 781.136   | 1289 cm³ | 46 kW (63 koní) | 150 km/h      | 14 s       | 100 Nm při 3000 ot./min. | 9,7:1           | —      | Motor s karburátorem (Pierburg 2E3, v roce 1989 nahrazen za Jikov 28-30 LEKR) na olovnatý benzín Super 96 či bezolovnatý Natural 95, palivové čerpadlo Jikov OD 3457, od roku 1992 Jikov SH 3460         |
| Š 781.135   | 1289 cm³ | 43 kW (58 koní) | 150 km/h      | 15 s       | 94 Nm při 3000 ot./min.  | 8,8:1           | —      | Motor s karburátorem (Pierburg 2E3, v roce 1989 nahrazen za Jikov 28-30 LEKR) na bezolovnatý benzín Special 91 i olovnatý benzín Special 90, palivové čerpadlo Jikov OD 3457, od roku 1992 Jikov SH 3460 |
| Š 781.135 K | 1289 cm³ | 42 kW (57 koní) | 140 km/h      | 16 s       | 94 Nm při 3000 ot./min.  | 8,8:1           | —      | Motor s karburátorem (Jikov 28-30 LEKR) na bezolovnatý benzín, neřízený katalyzátor, palivové čerpadlo Jikov SH 3460                                                                                     |
| Š 781.135 E | 1289 cm³ | 40 kW (54 koní) | 140 km/h      | 16,5 s     | 90 Nm při 3000 ot./min.  | 8,8:1           | Euro 1 | Motor s elektronickým karburátorem (Pierburg 2EE), zapalování Bosch Ecotronic, na bezolovnatý benzín min. BA 90, katalyzátor                                                                             |
| Š 781.136 X | 1289 cm³ | 50 kW (68 koní) | 150 km/h      | 13 s       | 105 Nm při 3500 ot./min. | 9,7:1           | —      | Motor s karburátorem (Jikov 28-30 LEKR) na olovnatý i bezolovnatý benzín, palivové čerpadlo Jikov SH 3460                                                                                                |
| Š 781.135 B | 1289 cm³ | 40 kW (54 koní) | 137 km/h      | 17 s       | 94 Nm při 3250 ot./min.  | 8,8:1           | Euro 1 | jednobodové vstřikování Bosch Mono Motronic, bezolovnatý benzín, řízený katalyzátor, elektrické palivové čerpadlo VDO                                                                                    |
| Š 781.136 B | 1289 cm³ | 50 kW (68 koní) | 150 km/h      | 14 s       | 100 Nm při 3750 ot./min. | 9,7:1           | Euro 1 | jednobodové vstřikování Bosch Mono Motronic, bezolovnatý benzín, řízený katalyzátor, elektrické palivové čerpadlo VDO                                                                                    |

## Karosářské varianty

### Forman

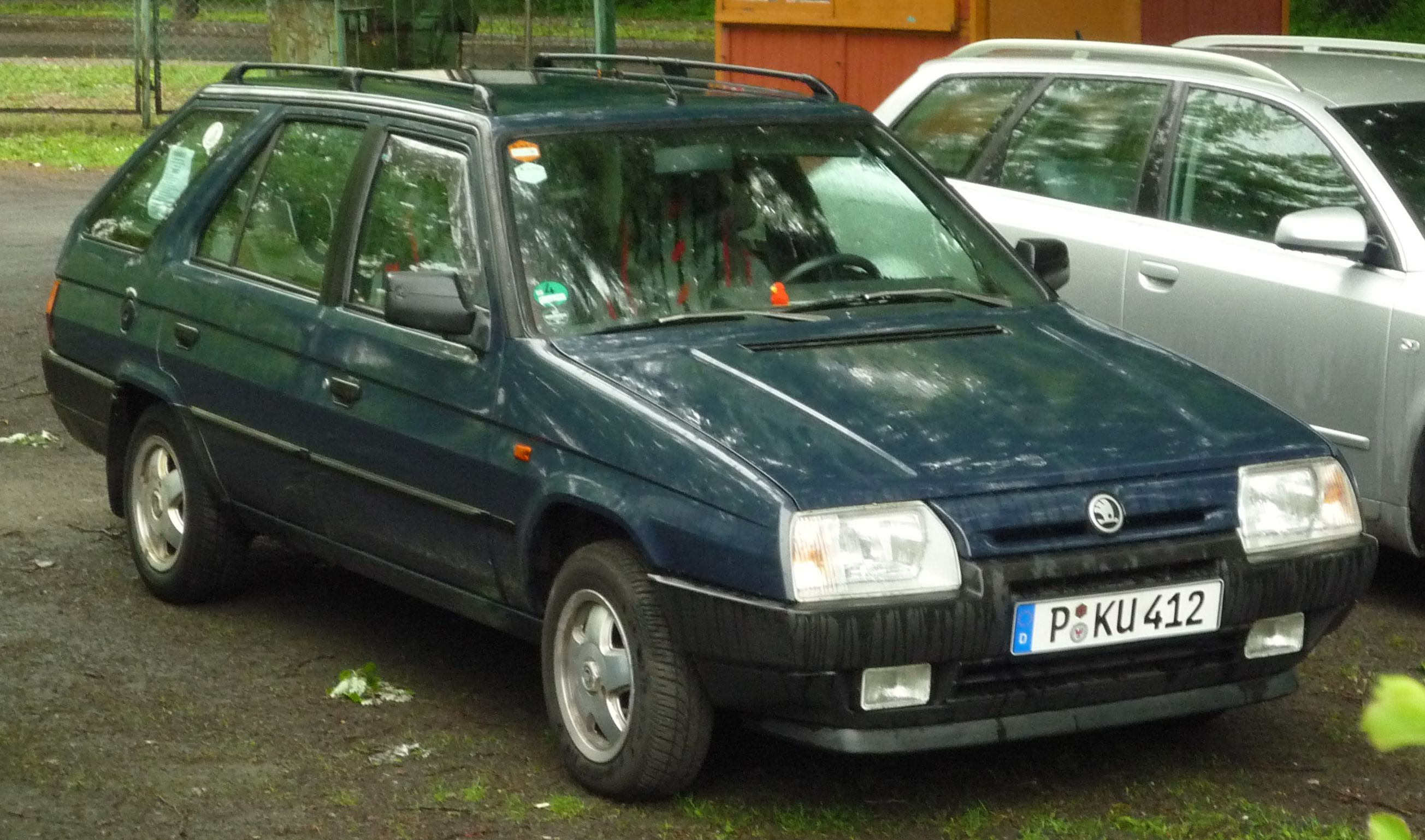
Škoda Forman GLXi z let 1993–1995

Škoda Forman (typ 785) je kombi na základu Škody Favorit. Vyráběl se od roku 1990 (dva roky po začátku sériové výroby Favoritu) do roku 1995. Původní název měl znít Škoda Tourist, nakonec bylo ale použito jméno Forman. Oproti základnímu hatchbacku má Forman delší podlahu (nastavenou mezi prolisem náhradního kola a zadním nárazníkem), střechu, nové zadní bočnice s proskleným C-sloupkem a pochopitelně i zadní nárazník. Objem zavazadlového prostoru, jenž byl od prostoru pod zadním oknem nově oddělen dvoudílným platem, vzrostl na 400 litrů. Škoda Forman byl oproti Škodě Favorit delší o 35 cm, ale přitom byl jen o 45 kg těžší. Celkem bylo vyrobeno 219 254 vozů.

### Praktik

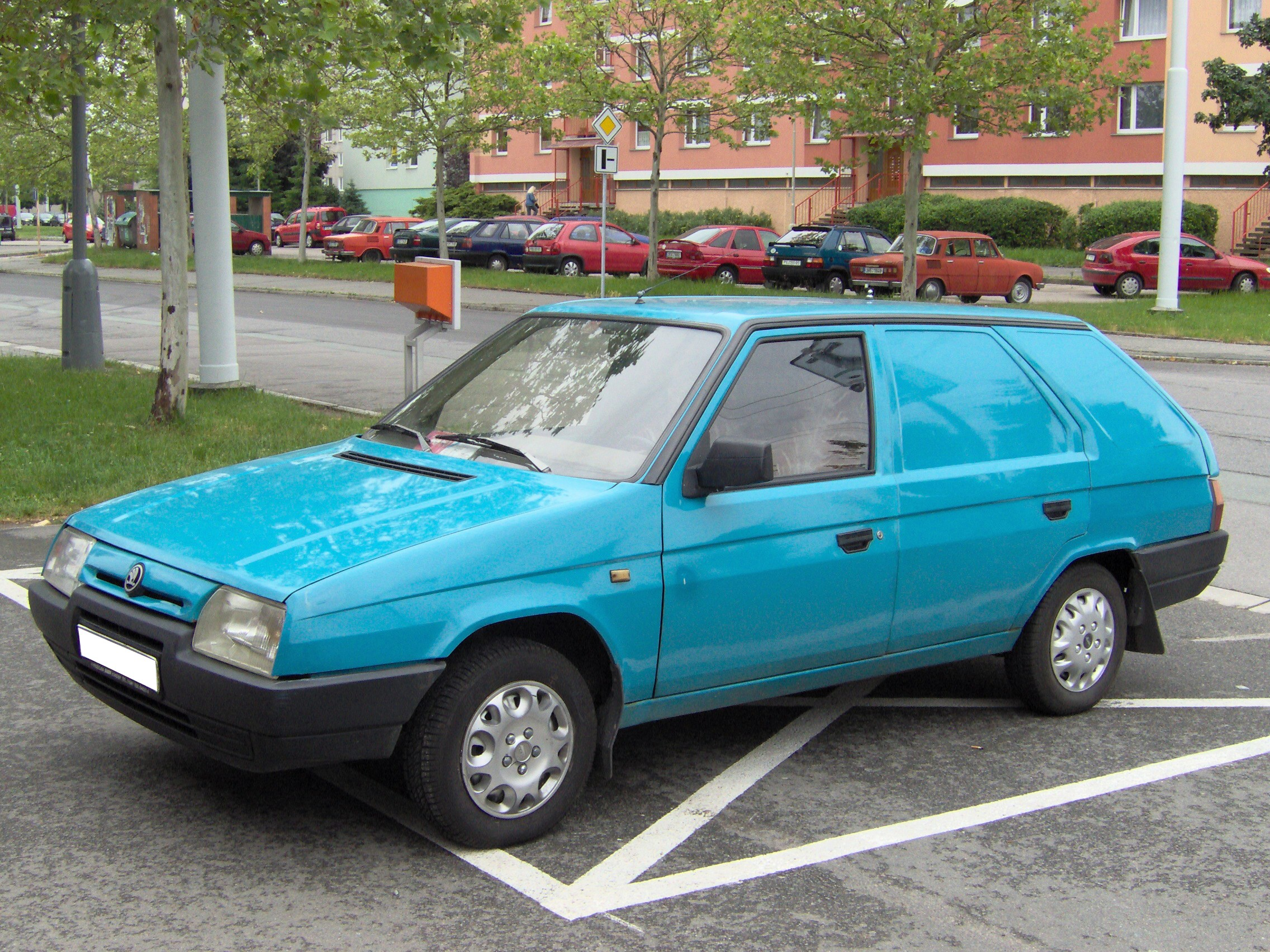
Forman Praktik

Škoda Favorit Praktik a Škoda Forman Praktik byly užitkové verze, nástupcem typu Škoda 105 SP, se kterým měly shodný i způsob odvození od osobních verzí: byly pouze dvoumístné, za předními sedadly se nacházela mříž a zavazadlový prostor s rovnou podlahou. Tu tvořila dvoudílná dřevěná deska. Přední část desky byla odklopná a pod ní se nacházel drobný úložný prostor. Pod zadní částí desky bylo ukryto rezervní kolo. Na nákladové hraně byl kryt zámku pátých dveří. Zadní okna nebyla vybavena stahovacím mechanismem. Přístup do nákladového prostoru byl možný klasicky 5. dveřmi nebo zadními bočními dveřmi. Navíc byl prostor vybaven samostatným stropním světlem. Forman Praktik měl místo zadních bočních oken plechové výplně. Objem zavazadlového prostoru byl 1,34 m3.

### Pick-up

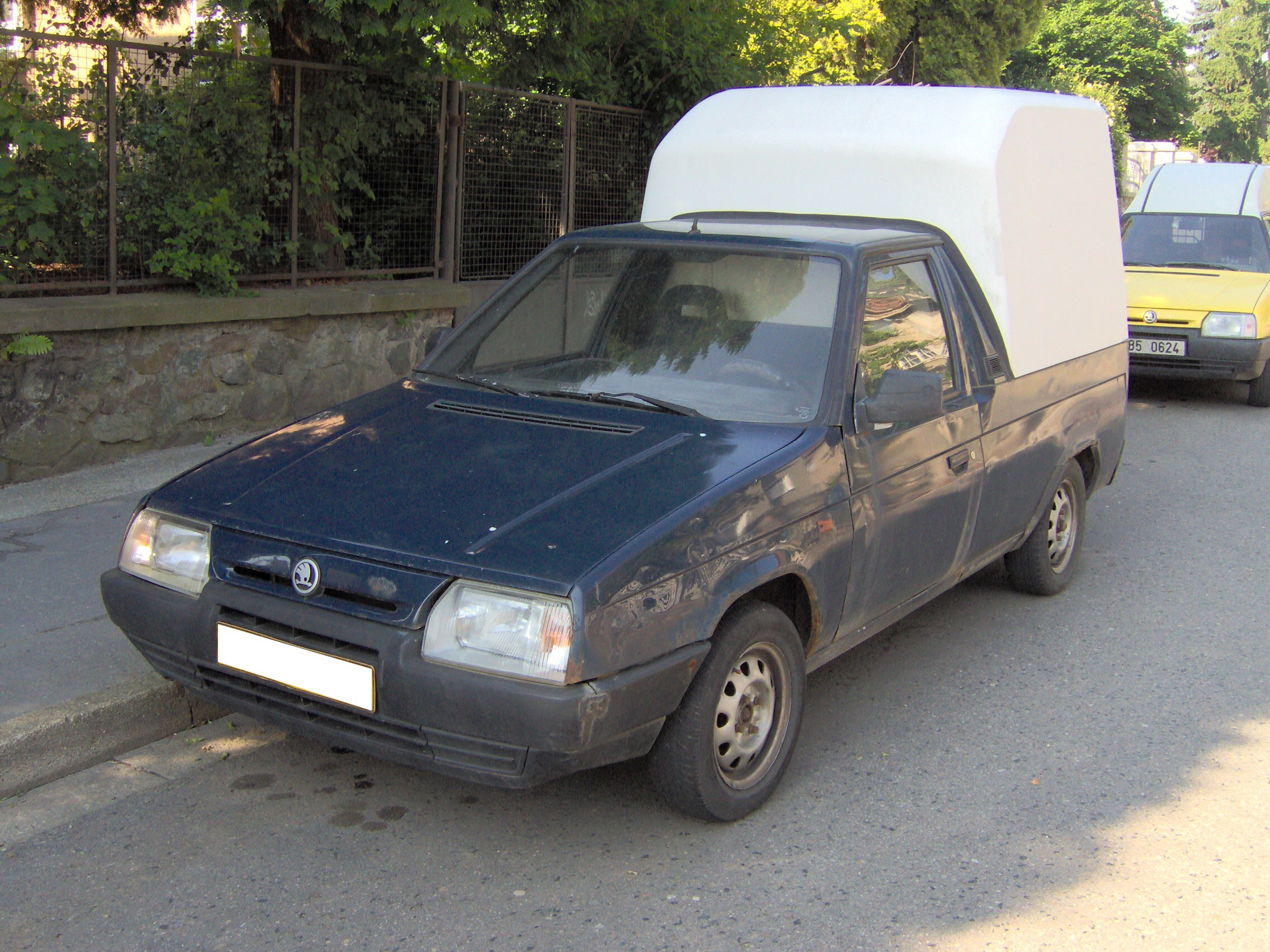
Škoda Pick-up

Škoda Favorit Pick-up (typ 787) je pick-up, který má motor, převodovku a většinu součástí z Favoritu. Vyráběl se od roku 1991 do roku 1995, kdy byl nahrazen druhou generací nazvanou Škoda Pickup (bez pomlčky) založené na modelu Felicia. Vůz byl k dostání pouze v základní verzi L. Objem zavazadlového prostoru je 820 nebo 2 380 litrů. Celkem bylo vyrobeno 70 900 kusů pickupů.

### Forman Plus

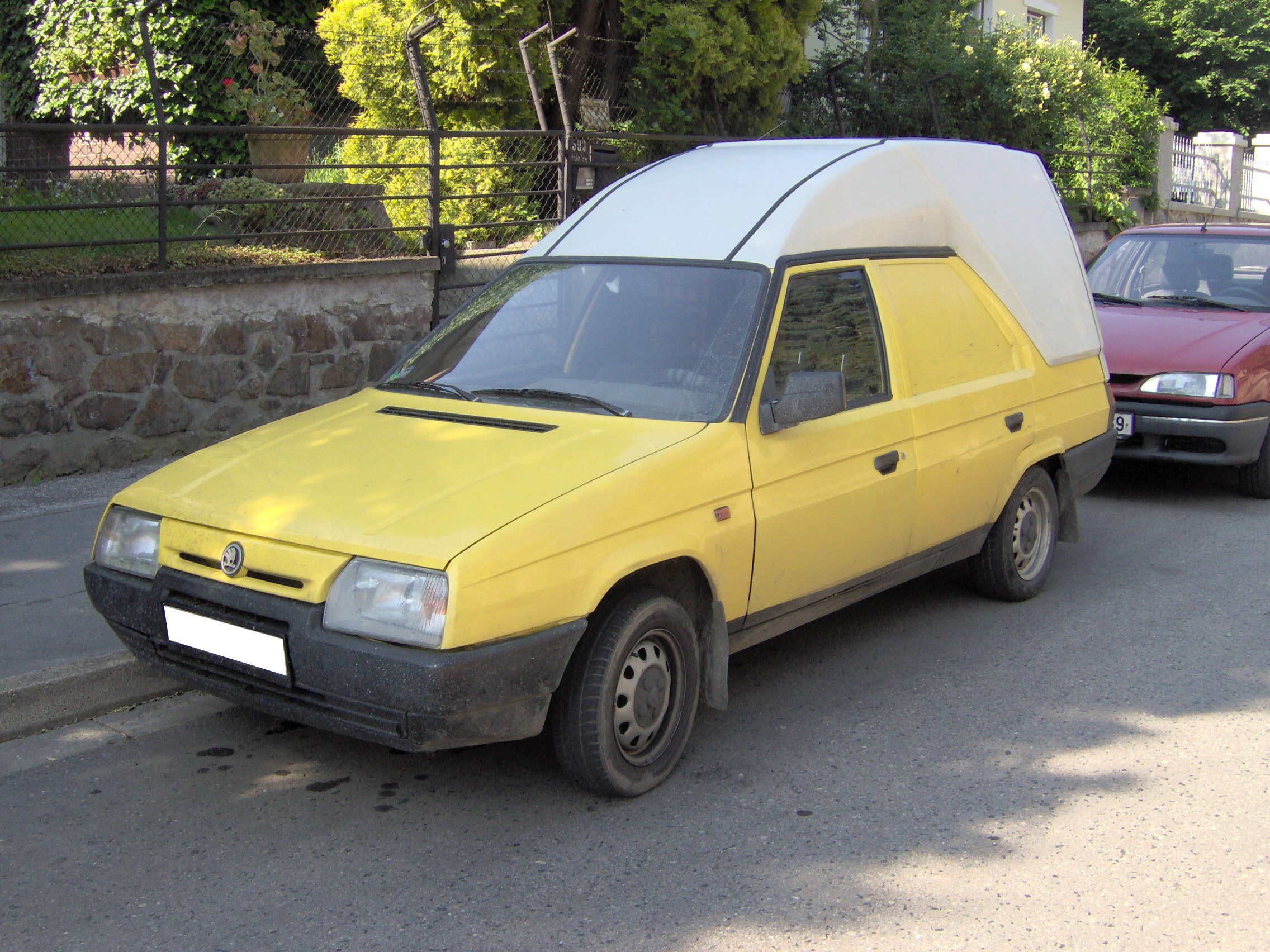
Škoda Forman Plus

Typ Forman Plus vycházel z provedení Forman Praktik. Měl zvýšenou střechu s vyvýšeným bílým laminátovým krytem. Na základě tohoto typu byla vyráběna i sanitka.

### MTX Roadster
MTX Roadster je dvoumístný dvoudveřový Roadster. Jeho design vytvořil Václav Král. Vyráběla ho firma Metalex od roku 1991 do roku 1996. Podvozek, motor a přední část vozu pocházela z Favoritu. Premiéra proběhla v Československu v říjnu 1990. V základní výbavě, která stála okolo 300 000 Kč, bylo centrální zamykání a elektrické stahování oken. Výkon vozu mohl být zvýšen o 10 kW. Střecha byla obyčejně plátěná. Za příplatek se měla dodávat i laminátová, ale zůstalo u jednoho prototypu. Vyrobilo se celkem 200 vozů. V roce 2019 bylo smontováno dodatečně několik Roadsterů přestavbou ze starších sériových vozů Favorit.

### MTX Pick-up D. C.

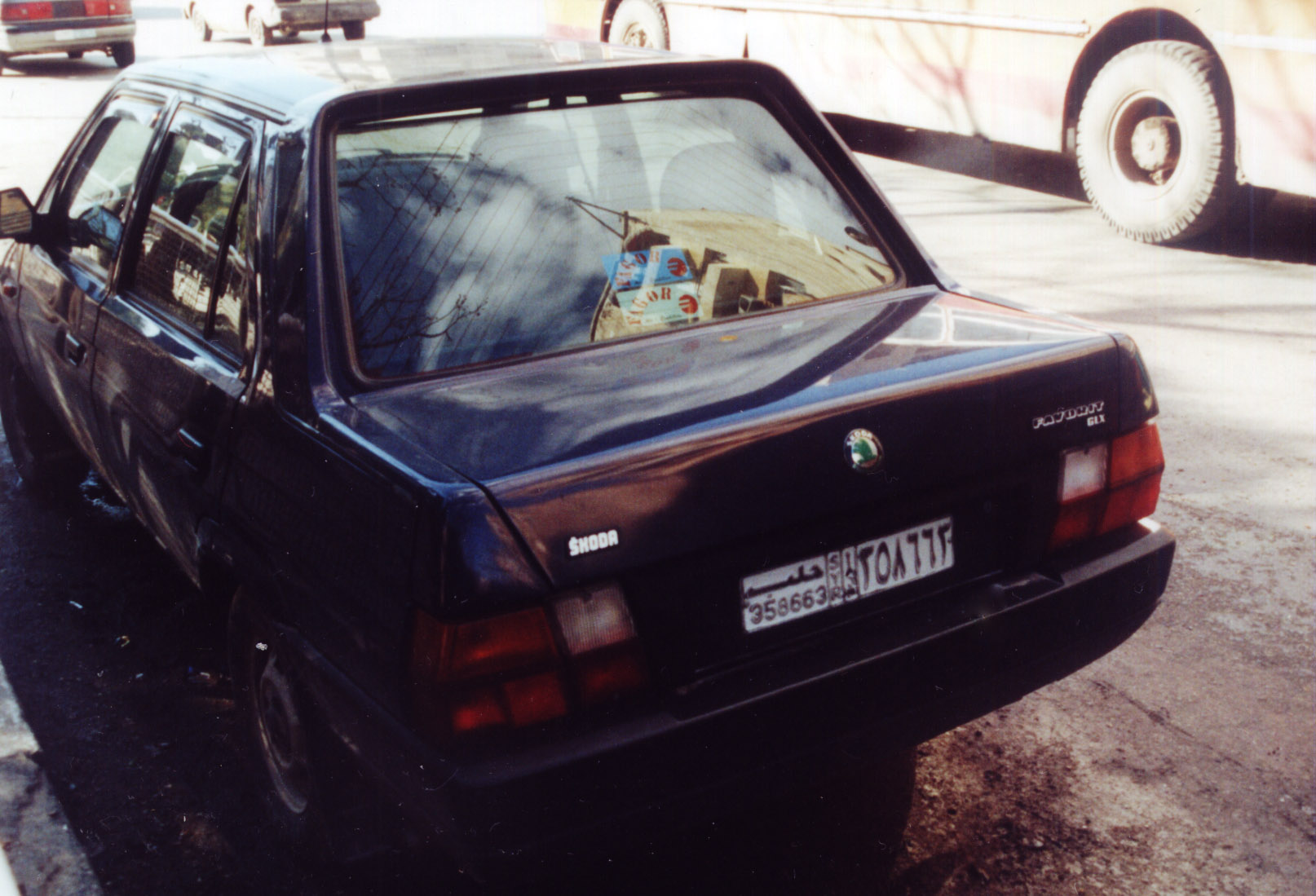
MTX Pick-up D. C. přestavěný na sedan

MTX Pick-up D. C. byl lehký užitkový vůz typu Pick-up, který vyráběla společnost Metalex. Byl určen výhradně pro vývoz do afrických zemí. Konstrukčně vycházel z kombi Forman. Měl zachovaný prostor pro posádku, ovšem hned za ním byla kabina ukončena a celý prostor kufru měl odříznutou střechu a byl uzpůsoben jako korba.

### Škoda Eltra 151 a Škoda Eltra 151 Pick-up
Jednalo se o osobní vozy Favorit a užitkové vozy Pick-up s nástavbou. K jejich pohonu sloužil stejnosměrný elektromotor o výkonu 15,5 kW (21 koní) při 5 000 ot./min. Vozy dosahovaly maximální rychlosti 80 km/h. Vůz měl 14 olověných akumulátorů 6 V/180 Ah a dojezd činil 80 km. Výroba probíhala v závodě Škoda Elcar Ejpovice (pobočný závod plzeňské Škody) od roku 1991. Celkem bylo do roku 1993 postaveno 191 vozů. 42 jich používala i Česká pošta. Jejich nástupcem se stal vůz Tatra Beta.

### Využití dílů Favorit v jiných vozech
Díly z řady Favorit/Forman byly v 90. letech používány pro stavbu řady užitkových automobilů. Nejvíce společných dílů sdílí dodávka Beta, která je de facto na platformě Favoritu postavena. Do první stokusové série Bet byl montován motor Škoda 781.135B, nápravy, interiér a většina dalších komponentů vozů řady Favorit/Forman. Pozdější Tatra Beta využívá již dílů vozu Hyundai Accent.
Další vozy s větším či menším počtem dílů z Favoritu jsou STAS Pony či Magma, do kterých byl montován motor řady 781. Také Kaipan používal motory Favorit ve svých roadsterech. Upravený motor 781.136 byl používán i v lehkých letadlech.

## Prototypy

### Škoda 780

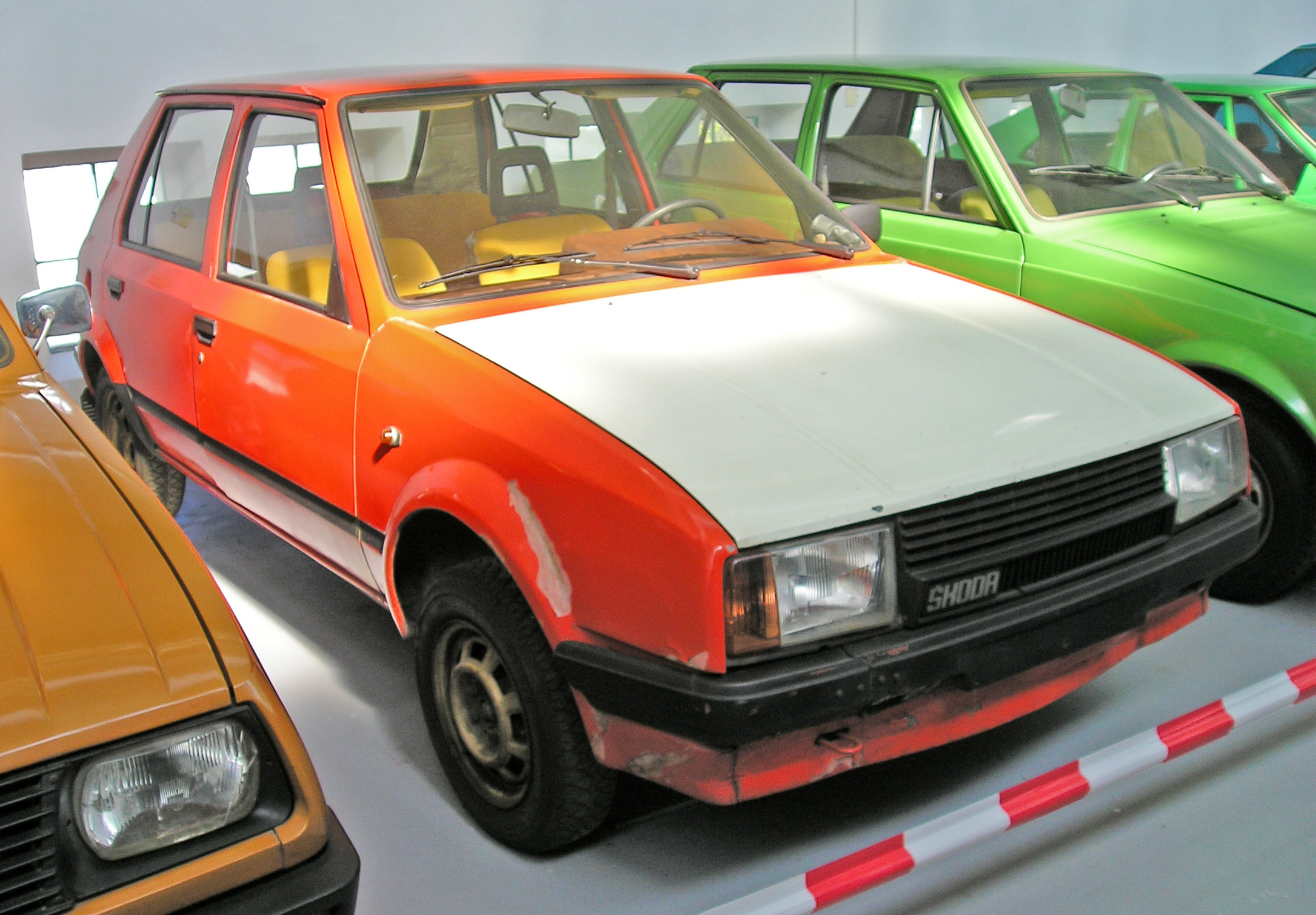
Škoda 780

Prototyp Škoda 780 byl vyvíjen na začátku 80. let. Karoserii navrhl dipl. tech. Jaroslav Kindl, jeho vůz se podobal vozu Volkswagen Golf první generace, a stal se východiskem pro vývoj Favorita.

### Škoda 781
Škoda 781 se vyvíjela mezi roky 1980 a 1983, bylo vyrobeno celkem 10 prototypů. Oproti Škodě 780 se lišila jen karoserií. Karoserie prototypu 781 SV vycházela z prototypu 760. Číselný název 781 později zdědil i sériově vyráběný automobil.

### Škoda 781 Tremp
Vozu Škoda 781 Tremp byl vyroben v roce 1989 zřejmě jen jeden kus. Vycházel z klasického hatchbacku 781 Favorit. Střecha byla jen nad předními sedaly, zbytek byl uříznut. Místo zadních sedadel byla rovná podlaha. Konstrukce byla zpevněna obloukovým rámem za předními sedadly. Spodní polovina zadních dveří zůstala zachována a byla plně funkční. Na přídi byla použita nová maska chladiče. Vůz měl také kruhové světlomety. K realizaci výroby nedošlo. Dnes se nachází v depozitáři muzea Škoda auto.

### Škoda 782 Sedan

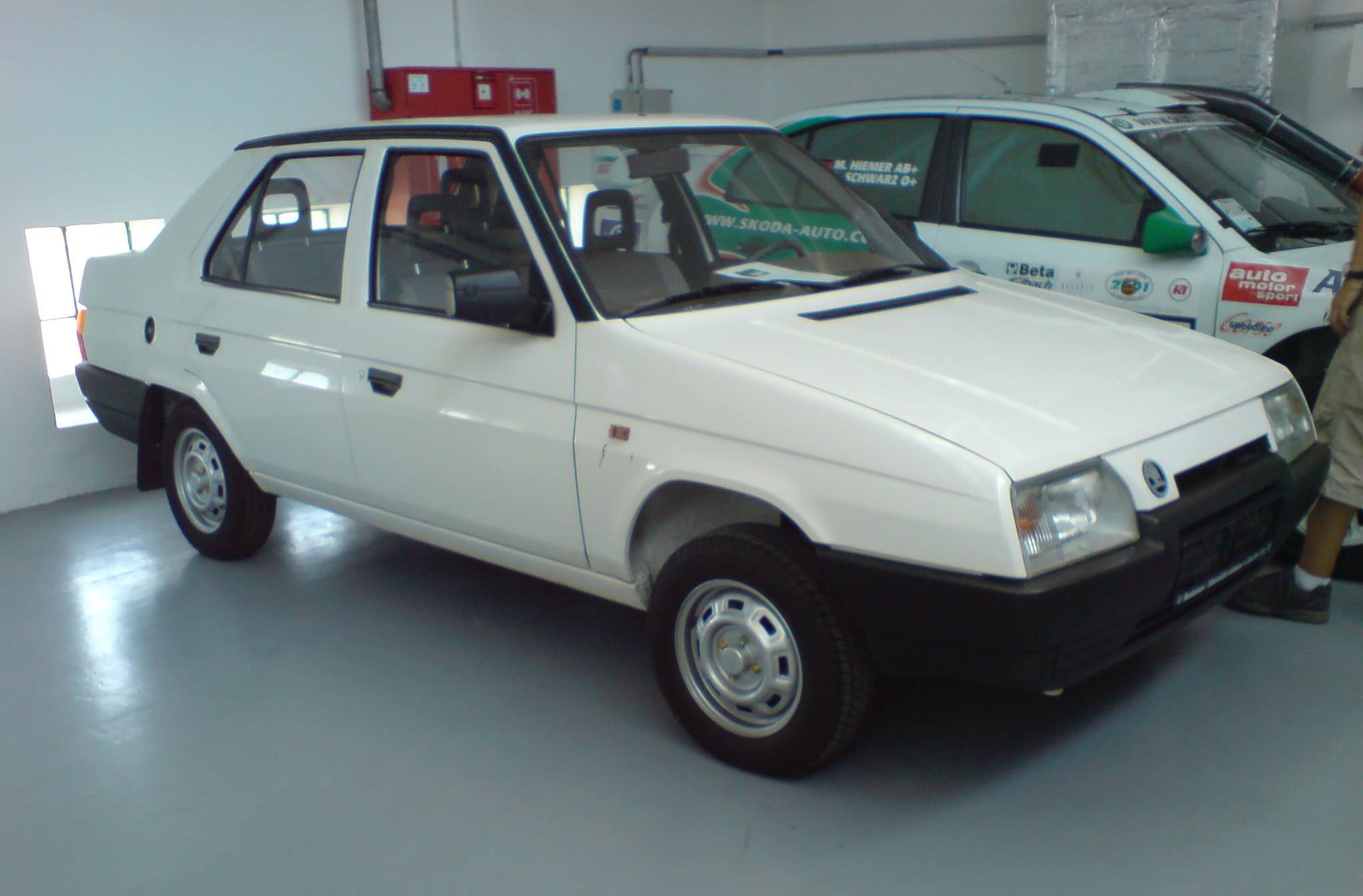
Prototyp sedanu Favorit v depozitáři muzea Škoda Auto

Tříprostorová čtyřdveřová verze Favorita je skoro o 200 kg těžší a o 345 mm delší než dvoudveřový hatchback. Spodní část karoserie je shodná s typem Forman, ale přístup do zavazadlového prostoru je přes víko kufru namísto pátých dveří – vrchní zasklená část je shodná s klasickým Favoritem. Dva prototypy vznikly v roce 1986, do sériové výroby se nedostal.

### Škoda 783 Coupé

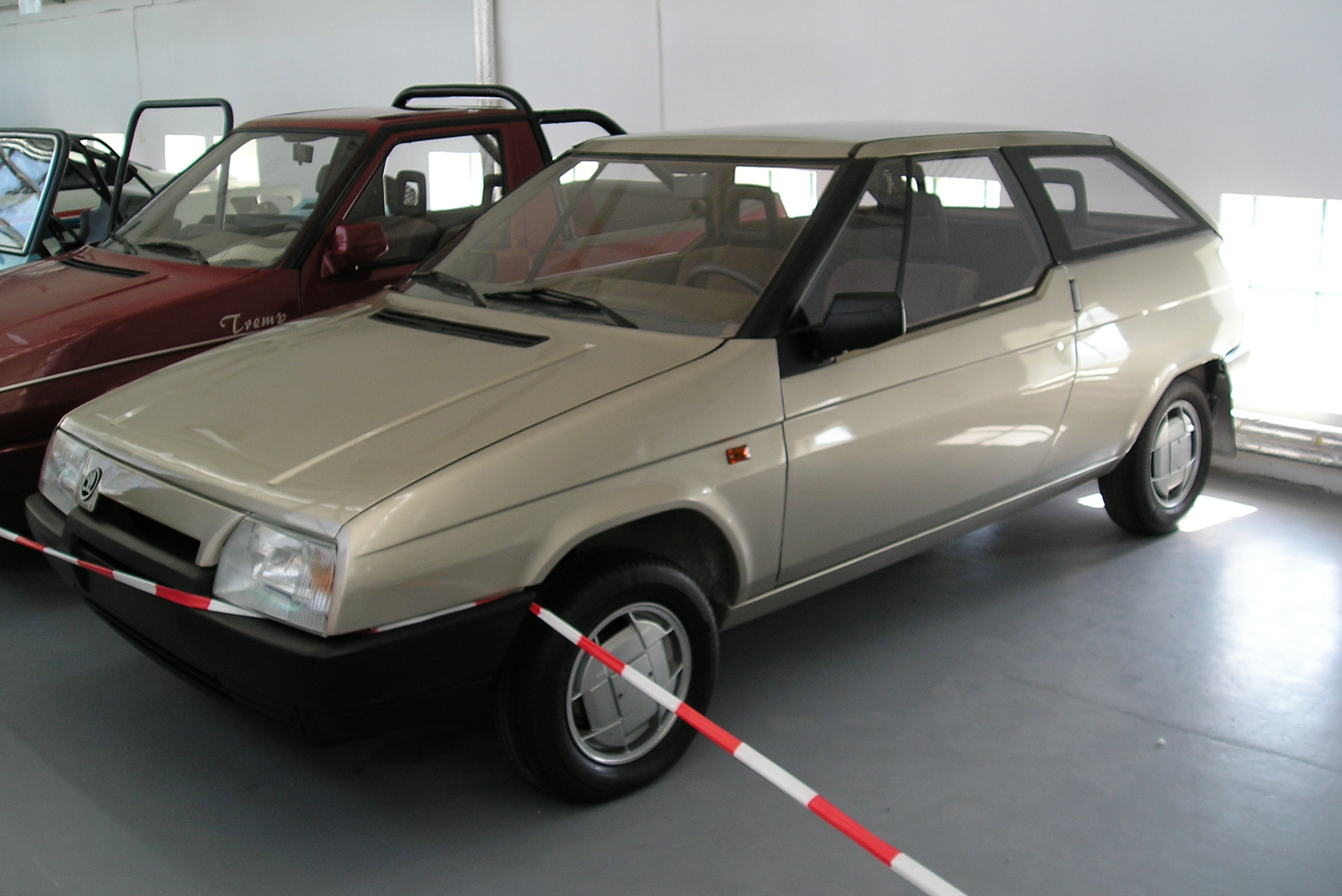
Škoda 783 Coupé

Škoda Favorit Coupé (typ 783) bylo třídveřové coupé postavené na bázi Favoritu v roce 1987. Byl vyroben pouze jeden prototyp v béžové metalíze, který je dnes v depozitáři Automobilového muzea Škoda.

### Škoda 784 Savana
Jednalo se o skříňové vozidlo se zvýšenou střechou, především v zadní polovině vozu, jejíž třetina na konci byla plastová a výklopná směrem nahoru, což mělo usnadnit nakládání a přepravu neforemných předmětů, jako prken na surfing nebo klavírů. Koncepce i motor byly shodné s klasickým hatchbackem. Vnější rozměry jsou 4 065 × 1 620 × 1 870 mm. Bylo vyrobeno několik prototypů této verze. Prvním bylo pětimístné kombi, které mělo oproti hatchbacku zadní sedadlo umístěno o asi jednu lidskou hlavu výše. Zadním cestujícím poskytoval vyšší posez více místa pro nohy, které nemuseli mít tak skrčené, a umožňoval jim lepší výhled. Druhý prototyp prosklené dodávky měl hned za předními sedadly zvětšený zavazadlový, vlastně nákladový, prostor, stejně tak jako třetí prototyp Škoda 784 Savana Furgon, který měl ale zadní boční panely bez skel. Tento typ byl jakýmsi prototypem sériové Škoda Pick-up s nástavbou.

### Škoda Favorit Kabrio
Mezi prototypy postavené na bázi Favoritu samotnou automobilkou Škoda patří i dvoudveřové Kabrio. (Podle zdrojů přímo z automobilky byl kabriolet postaven zahraničním dealerem.)

### Škoda 788 "Sanita"
Dvoumístný čtyřdveřový vůz vycházející z typu Pick-up. Rozvor byl prodloužen na 3 100 mm a celková délka vzrostla na 4 715 mm. Výška včetně výstražného majáku byla 2 175 mm. Do sériové produkce se tento typ nakonec nedostal, ale údajně byla vyrobena malá série sanitních vozů. V muzeu Škoda auto je vystaven vůz v bílé barvě.

### Škoda 787 "long"
V roce 1992 byl postaven funkční vzorek s prodlouženým rozvorem 3100 mm s karoserií typu Pick-up. Po čtyři roky sloužil ve vnitrozávodní dopravě a poté byl, již s motorem se vstřikováním a modernizovaným interiérem, postaven na značky a prodán. Původně byl vyroben v hnědé barvě, po renovaci přelakován na modro.

### Škoda Favorit 115 S
Automobil byl zvenku shodný s klasickým Favoritem. Motor měl ale objem pouze 1 137  cm³, dosahoval výkonu 38 kW (52 koní) při 5 200 ot./min. a točivého momentu 80 Nm při 4 000 ot./min. Maximální rychlost vozu byla 140 km/h a z 0 na 100 km/h zrychlil vůz za 17 sekund. Motor byl upraven pro spalování paliva o oktanovém čísle 90. Byl vystaven na mezinárodním strojírenském veletrhu v Brně 1989. Celkem byly vyrobeny pouze 4 vozy. Auto bylo méně vybaveno. Na přístrojovém štítu nebyly hodiny ani otáčkoměr. Rychloměr byl umístěn uprostřed. Okna v zadních dveřích nešla stahovat. Nad zavazadlovým prostorem nebylo překrývací plato.

### Škoda Favorit Bertone
Na turínském autosalonu v roce 1990 prezentovala karosárna Bertone prototyp Favoritu v jeho modernizované podobě. Vůz byl kompletně lakován červenou metalízou včetně nárazníků. Oba nárazníky byly upraveny, jejich spodní část rozšířena a byly v nich integrované spoilery. Vůz byl taktéž vybaven lakovanými nástavci prahů. Kliky, zpětná zrcátka a víčko nádrže byly lakovány matným stříbrným lakem. Horní část karoserie lemoval stříbrný proužek a na boku karoserie byl pro změnu zlatý proužek. Místo klasického otvoru na masce vlevo byla maska bez otvoru, ale znak Škoda, vyvedený ve zlaté barvě, zůstal umístěn na boku. Automobil měl čtrnáctipalcová litá kola.
V interiéru byl použit nový čtyřramenný volant s tlustším věncem. Na štítku volantu byl znak karosárny Bertone. Řadicí páka byla doplněna o koženou manžetu upevněnou na středový odkládací tunel. Na něm se nacházely spínače elektrického stahování oken. Sedadla a výplně dveří byly potaženy kombinací kůže a semiše ve dvou odstínech hnědé barvy.

### Škoda Favorit Varia, Škoda Forman Varia
Škoda Favorit Varia a Škoda Forman Varia byly užitkové vozy postavené na základě Favoritu a Formanu. Byly vyrobeny v roce 1990. Místo klasického víka kufru měly malou klínovou laminátovou nástavbu, která byla v zadní části vozu kolmá. Přístup byl skrz čtvercové dveře výklopné nahoru.

### Škoda Favorit Fun
Škoda Favorit Fun z roku 1993 byl pick-up určený pro volný čas. Jeho prototypy byly postaveny ve vývojovém oddělení ve vile Česana. Vůz byl vystaven na Frankfurtském autosalonu. Automobil měl zvýšený podvozek, nástavce prahů, nástavce lemů blatníků a ochranný rám vpředu i vzadu na nástavbě. Vůz měl posuvnou zadní stěnu, na které byla dvě sklápěcí sedadla. Díky tomu se jednalo o čtyřmístný automobil, na rozdíl od sériového Pick-upu. Potahy sedadel měly modré okraje a prostřední část s motivem plachetnic. Tento motiv byl i na karoserii. Sportovní volant, řadicí páka a madlo ruční brzdy byly potaženy modrou kůží. Na palubní desce byl modrý dekor, ale budíky byly podbarveny žlutě. Výplně dveří vozu byly zbarveny šedě. Ve výbavě vozu bylo autorádio Blaupunkt, střešní okno a dvacetilitrový chladicí box na ložné ploše. Vůz měl čtrnáctipalcová litá kola. Vyrobeny byly minimálně 2 prototypy. Jeden byl lakován fialově a druhý žlutě. Vůz se nedostal do výroby, sériově vyráběná byla až Škoda Felicia Fun od roku 1997.

### Škoda Favorit RS
Jednalo se o prototyp sportovní verze Favoritu, která byla vystavována na Frankfurtském autosalonu 1989. Název RS byl odvozen od soutěžních vozů RS ze sedmdesátých let. Motor byl vyladěn na hodnotu 86 kW a byl vybaven dvěma karburátory Weber. Kompresní poměr byl 11,5:1. Vůz měl šestnáctipalcová litá kola, lakované nárazníky a vnější zrcátka a ozdobnou koncovku výfuku. Aerodynamika byla zlepšená předním spoilerem, zadním křídlem a stříškou na pátých dveřích. Na boku byly sportovní polepy.

### Škoda Forman 1,6
Prototyp Formanu, který měl nový řadový čtyřválec s rozvodem OHC, objem 1 600 cm3 a dosahoval výkonu 73 kW (99 k) vznikl v roce 1993. Tento motor byl zamýšlen pro nástupce Škodu Felicii, ale jeho sériová výroba se neuskutečnila. V rámci úspor byl později použit motor Volkswagen 1,6 o výkonu 55 kW. Prototyp již obsahoval některá technická řešení, použitá později na Felicii (např. uložení převodovky) a byl vybaven pětistupňovou převodovkou. Vnější rozměry byly shodné s klasickým Formanem, hmotnost byla 950 kg. Maximální rychlost činila 200 km/h. Prototyp byl také nestandardně vybaven (kožené sedačky a doplňky, nezávislé topení).

### Škoda Shortcut

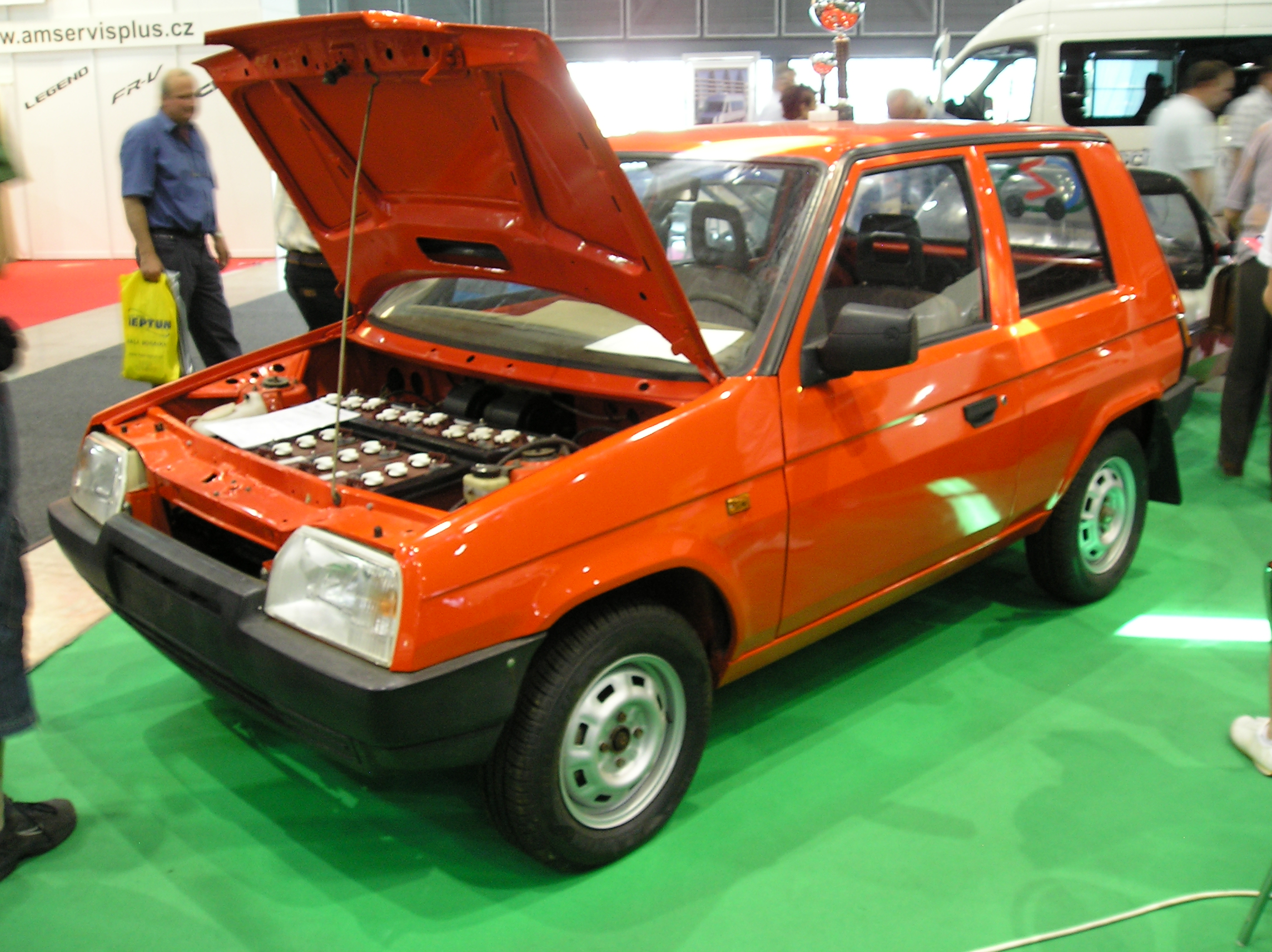
Škoda Shortcut

Škoda Shortcut byl třídveřový dvoumístný elektromobil. Technicky vycházel ze Škody Favorit, avšak přední i zadní část vozu byla zkrácená a v té také nebyla umístěna sedadla. Konstruktérem vozu byl Jaromír Vegr. Vůz vznikl jako jediný prototyp pro švýcarského zákazníka v roce 1990, ten jej později vrátil do ČR. Automobil nejprve chátral, ale v roce 2009 byl zrenovován a vystavován.

### Škoda Felicia Sedan (typ 792)
V roce 1991 měl vyjít sedan Škoda Felicia (typ 792). Měl mít nový motor OHC a částečně nový vzhled se zaoblenými liniemi. Stejným způsobem měly být modernizovány i typy, které už byly ve výrobě. Vůz se nakonec do sériové výroby nedostal a jméno bylo použito u modernizace z roku 1994. Automobil měl výše umístěné kliky. Dveře zasahovaly až do střechy, takže vůz nemusel mít gumovou lištu. Boční skla byla umístěna blíže povrchu karoserie a přední a zadní sklo bylo lepené. Hrdlo nádrže bylo umístěné pod vyklápěcím krytem.

## Závodní verze

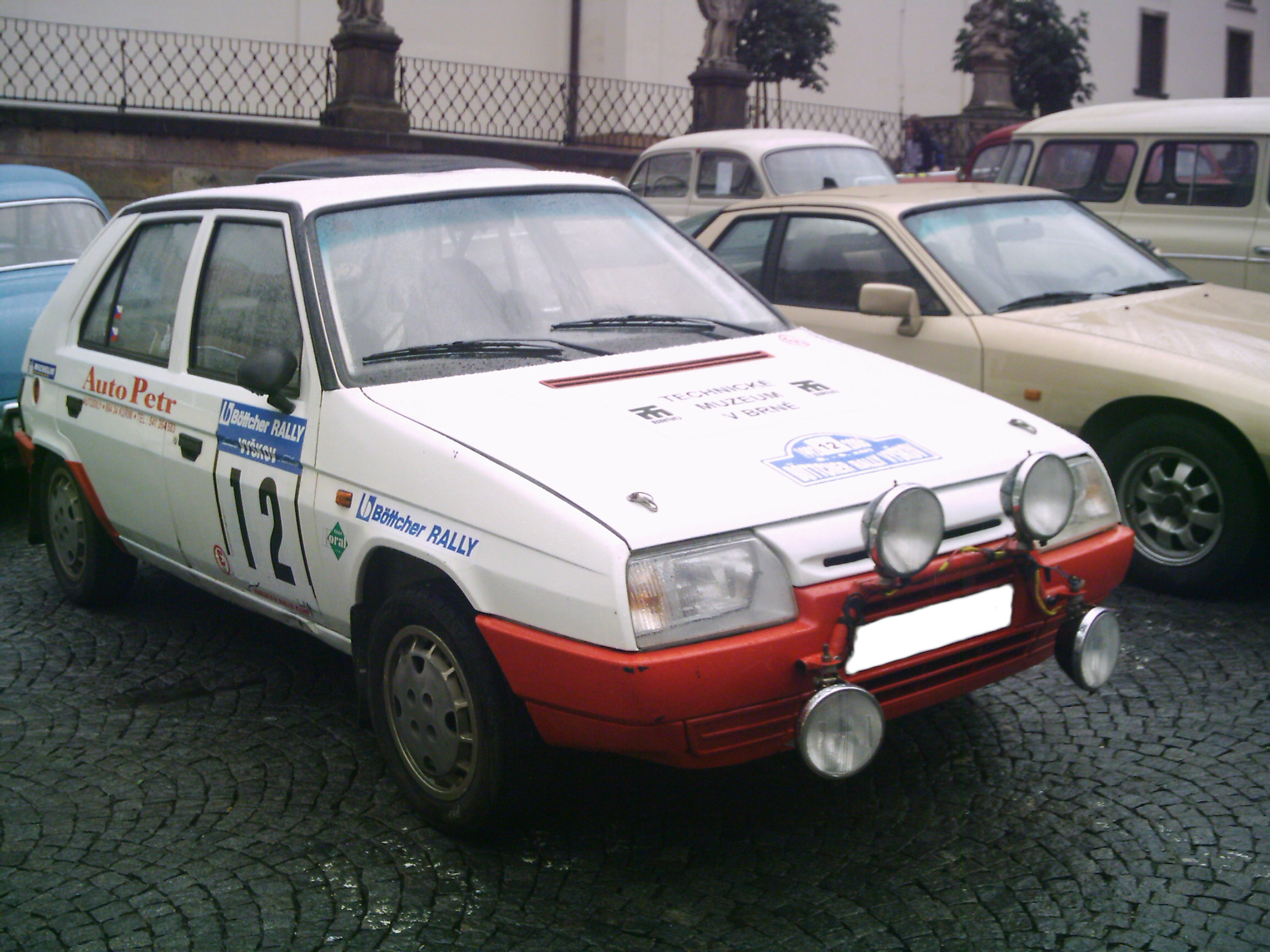
Škoda Favorit – závodní verze

Vozy Škoda Favorit byly upraveny pro rozličné druhy závodů na okruzích i pro rallye. Ve sportu se nejvíce prosadila sportovní verze Škoda Favorit 136 L. Tu poháněl zážehový čtyřválec o objemu 1 289 cm³ o výkonu 103 k, jejíž výkon byl zvýšen karburátorem Pierburg 2E-2. Vůz měl upravenou pětistupňovou manuální převodovku. Poprvé byla tato verze homologována 1. ledna 1989. Vůz dokázal zvítězit ve své kategorii při Rallye Monte Carlo.
| Délka                  | 3 815 mm |
| Šířka                  | 1 620 mm |
| Rozvor                 | 2 450 mm |
| Rozchod přední nápravy | 1 400 mm |
| Rozchod zadní nápravy  | 1 365 mm |
| Hmotnost               | 820 kg   |

### Škoda Favorit sk.A
Soutěžní Favorit pro skupinu Formule 2 se poprvé představil na soutěžích v sezoně mistrovství světa v rallye 1989, konkrétně na poslední RAC Rallye 1989. Vůbec prvním startem ale byla Hanki Rally ve Finsku. Domácí jezdec Kalev Ahem s Favoritem zvítězil ve své třídě. Tým Škoda Motorsport usilovně pracoval na vývoji společně s firmou MTX a v sezoně 1990 startoval vůz na třech podnicích Mistrovství světa a v šampionátech Mistrovství Evropy a Mistrovství ČSSR v rallye 1990. Vůz získal řadu cenných vítězství ve své třídě. Pro sezonu mistrovství světa v rallye 1991 byly připraveny starty na Rallye Monte Carlo 1991, Acropolis rallye 1991, Finská rallye 1991, Rallye San Remo 1991 a RAC Rallye 1991. V Monte Carlu dokončil Pavel Sibera celkově na 25. pozici a ve Finsku svou třídu vyhrál. V sezoně mistrovství světa v rallye 1992 se do týmové sestavy dostal Emil Triner. Tým startoval celkem na šesti soutěžích. Následující rok FIA vypsala nový pohár Formule 2 pro automobily s pohonem jedné nápravy a motorem do 2 litrů objemu. Favority se pravidelně umisťovaly na stupních vítězů a celkově skončily na druhém místě za týmem Opel Motorsport. Tým Škoda se tak v sezoně mistrovství světa v rallye 1994 rozhodl absolvovat všechny soutěže a získat titul. Rozhodovalo se až na tratích britské RAC Rallye 1994. Zde skončil Sibera na šesté a Triner na sedmé pozici. Tým Škoda tak vybojoval titul před týmy Nissan Motorsport, Peugeot Sport a Opel Motorsport.
K pohonu pouze předních kol sloužil osmiventilový čtyřválec o objemu 1 299 cm³ s rozvodem OHV uložený vpředu napříč, který dosahoval výkonu 105 koní a točivého momentu 117 Nm. Vůz byl vybaven pětistupňovou převodovkou. Jeho maximální rychlost byla 170 km/h a zrychlení na 100 km/h za 10 sekund. Soutěžní Favorit v provedení 136 L/A závodil i na okruzích.
| Délka    | 3 815 mm |
| Šířka    | 1 620 mm |
| Rozvor   | 2 450 mm |
| Hmotnost | 830 kg   |

### Škoda Favorit sk. N
Favorit pro skupinu N byl upraven ve sportovním oddělení Škoda Motorsport v roce 1990. Na rozdíl od skupiny A předpisy pro skupinu N dovolují jen minimální zásahy do konstrukce vozidla. Kompresní poměr motoru byl ze sériových 9,7 upraven na 10,4:1. Opracování dílů motoru je také zakázáno. Shodný je i systém sání vzduchu a přípravy směsi. Motor je vybaven dvojitým karburátorem Pierburg 2E 3 se samočinným sytičem. Sběrné výfukové potrubí zůstalo zachováno až k prvnímu tlumiči. Zbylá část výfuku musí mít stejný průměr a stejné umístění vyústění. Zbylé úpravy přidaly motoru 1,5 kW. Celkový výkon motoru je 49,8 kW. Maximální rychlost se pohybovala kolem 150 km/h. Pětistupňová převodovka je upravená. Karoserie není odlehčená, jen vyztužená dodatečnou montáží ochranného klecového rámu. Ten je doplněn rozpěrou předních tlumičů. Hmotnost celého rámu je 23 kg. V karoserii muselo zůstat vnitřní vybavení jako výplně dveří, tlumící materiály a zadní sedadla. Přední sedadla jsou sportovní, ale musí mít hmotnost 8,8 kg. Přístrojová deska je shodná se sériovým modelem. Je na ní rychloměr, otáčkoměr, teplota motoru a tlakoměr oleje. Volant je sportovní. V exteriéru je vůz doplněn světelnou rampou s přídavnými světlomety. Motor je zespodu opatřen duralovým krytem. Typ brzd a jejich rozměry musí být shodné se sériovým vozem. Sportovní tlumiče vyrobila firma Sachs.

### Škoda Favorit sk. H

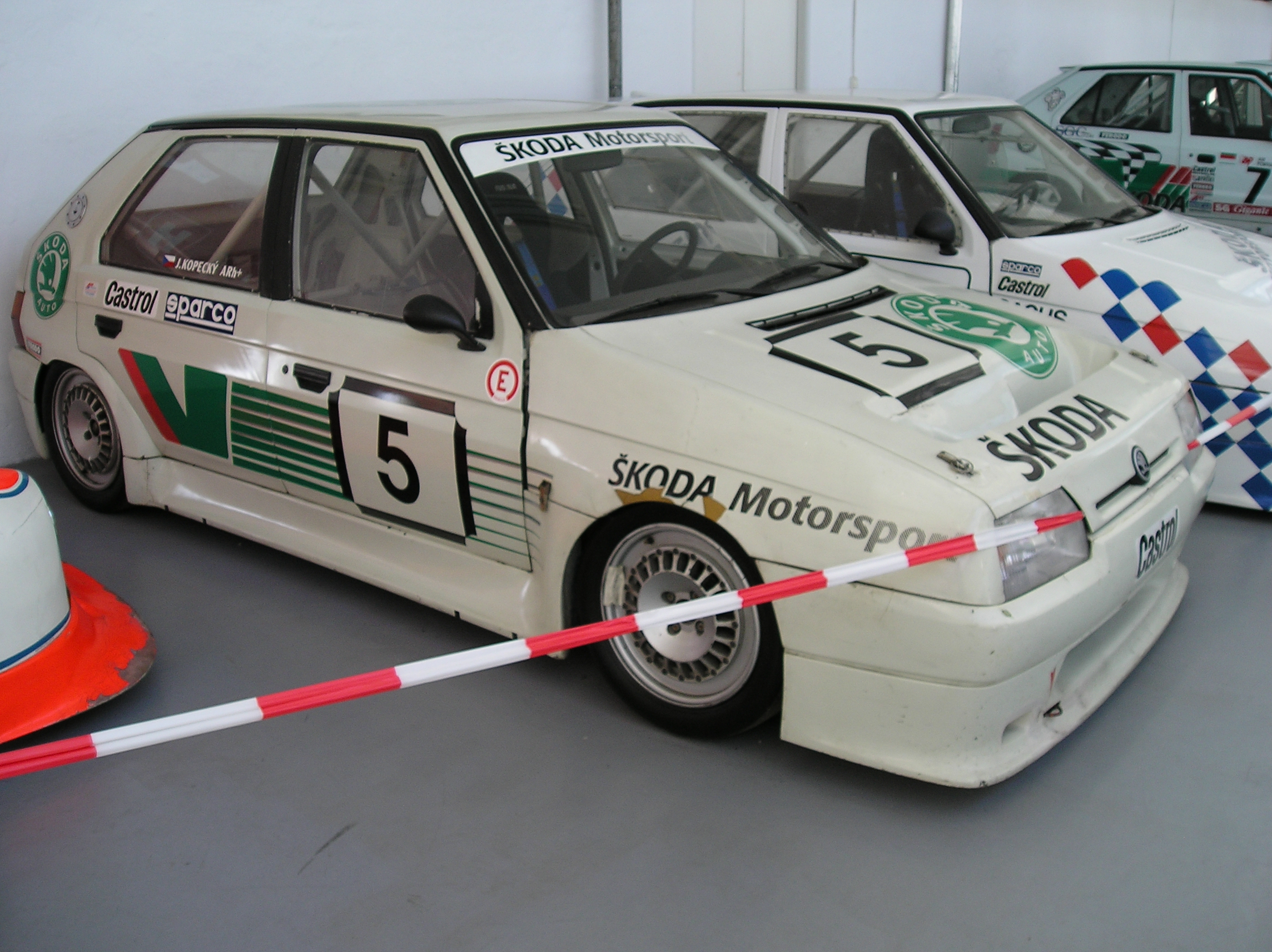
Okruhový Favorit skupiny H

Škoda Favorit sk. H je někdy uváděn pod názvem Škoda Favorit RS 1600 H. Vznikl v roce 1992. Jedná se o speciálně upravený vůz pro závody na okruzích. Používá prototypový řadový čtyřválec 781.160 OHC s objemem zvětšeným na hodnotu 1 596 cm³. Další parametry jsou vrtání 78 mm, zdvih 83,5 mm a komprese 11,8. Vůz má dva dvojité karburátory Weber, výkon 123 kW (167 koní) při 6 500 ot./min., točivý moment 176 Nm při 5 500 ot./min. Převodovka je šestistupňová. Hmotnost vozu je pouze 720 kg. Maximální rychlost je 240 km/h a zrychlení na stovku za 6 s. Později dostal motor vstřikování paliva a výkon byl zvýšen na 129 kW (175 koní). Vůz startoval na závodě 24h Nürburgring, kde s ním posádka Svatopluk Kvaizar-Samohýl-Obermann vyhrála svou třídu.

### Škoda Pick-up Free Style
Jedná se o dvoudveřový jednomístný závodní automobil určený pro pohárové závody na okruzích. Závodní vozy připravovala firma Autospectrum 2000 Mariánské Lázně. Základem je klasický Pick-up s laminátovou nástavbou nad nákladovým prostorem. Motor je řadový čtyřválec s rozvodem OHV, objemem 1 289 cm³, vrtáním 75,5 mm a zdvihem 72 mm. Komprese je 12,0 a vůz dosahuje výkonu 78 kW (106 koní) při 7 000 ot./min. Převodovka je šestistupňová. Později bylo pro tento pohár upravovány vozy Škoda Pickup druhé generace (odvozené od typu Felicia).